# Opéra national de Paris
Ne doit pas être confondu avec la compagnie de l'Opéra-National, fondée à Paris en 1847 par Adolphe Adam, ou avec celle de l'Opéra-Comique, résidant également à Paris.
L'Opéra national de Paris, ou simplement Opéra de Paris dans sa forme courte, est la compagnie française d'opéra et de ballet ayant succédé à celles réunies dès 1669 au sein de l'Académie royale de musique.
L'Opéra a produit des œuvres lyriques dans les différentes salles qu'il a occupées au cours de son histoire, chantées par des artistes lyriques autrefois attachés à lui de façon permanente mais désormais invités, ainsi que des ballets, dansés par les membres de sa compagnie de ballet, accompagnés par les musiciens de son orchestre symphonique.
Depuis la fin du XXe siècle, l'activité de l'Opéra de Paris s'organise entre les deux salles de l'opéra Garnier (inauguré en 1875) et de l'opéra Bastille (inauguré en 1989). Dans le langage courant, le terme « opéra de Paris » désigne souvent le palais Garnier au sens architectural du terme. Entre 1939 et 1990, la compagnie était unie à l'Opéra-Comique (salle Favart) sous l'appellation de Réunion des théâtres lyriques nationaux.
La compagnie a le statut d'établissement public français à caractère industriel et commercial (EPIC) placé sous la tutelle du ministère français de la Culture. Elle a pour mission de rendre accessible au plus grand nombre les œuvres du patrimoine lyrique et chorégraphique et de favoriser aussi la création et la représentation d'œuvres contemporaines. L'Opéra national de Paris contribue par ailleurs à la formation professionnelle et au perfectionnement des chanteurs et des danseurs, par son centre de formation d'art lyrique et par l'école de danse de Nanterre. Enfin, le secteur animation et jeune public de l'Opéra national de Paris élabore chaque saison un programme pédagogique.
Depuis 2021, l'Opéra national de Paris est dirigé par Alexander Neef. L'Opéra national de Paris est membre de la Réunion des opéras de France (ROF), de RESEO (Réseau européen pour la sensibilisation à l'opéra et à la danse) et d'Opera Europa.
En avril 2021, l'Opéra annonce la nomination de Gustavo Dudamel comme prochain directeur musical, à compter du 1er août 2021, pour un contrat initial de six saisons. En mai 2023, Dudamel annonce sa démission de son poste de directeur musical de l'Opéra, à compter d'août 2023.   

## Historique

### 1669-1793: l'Académie royale de musique

#### Les prémices de l'opéra à Paris

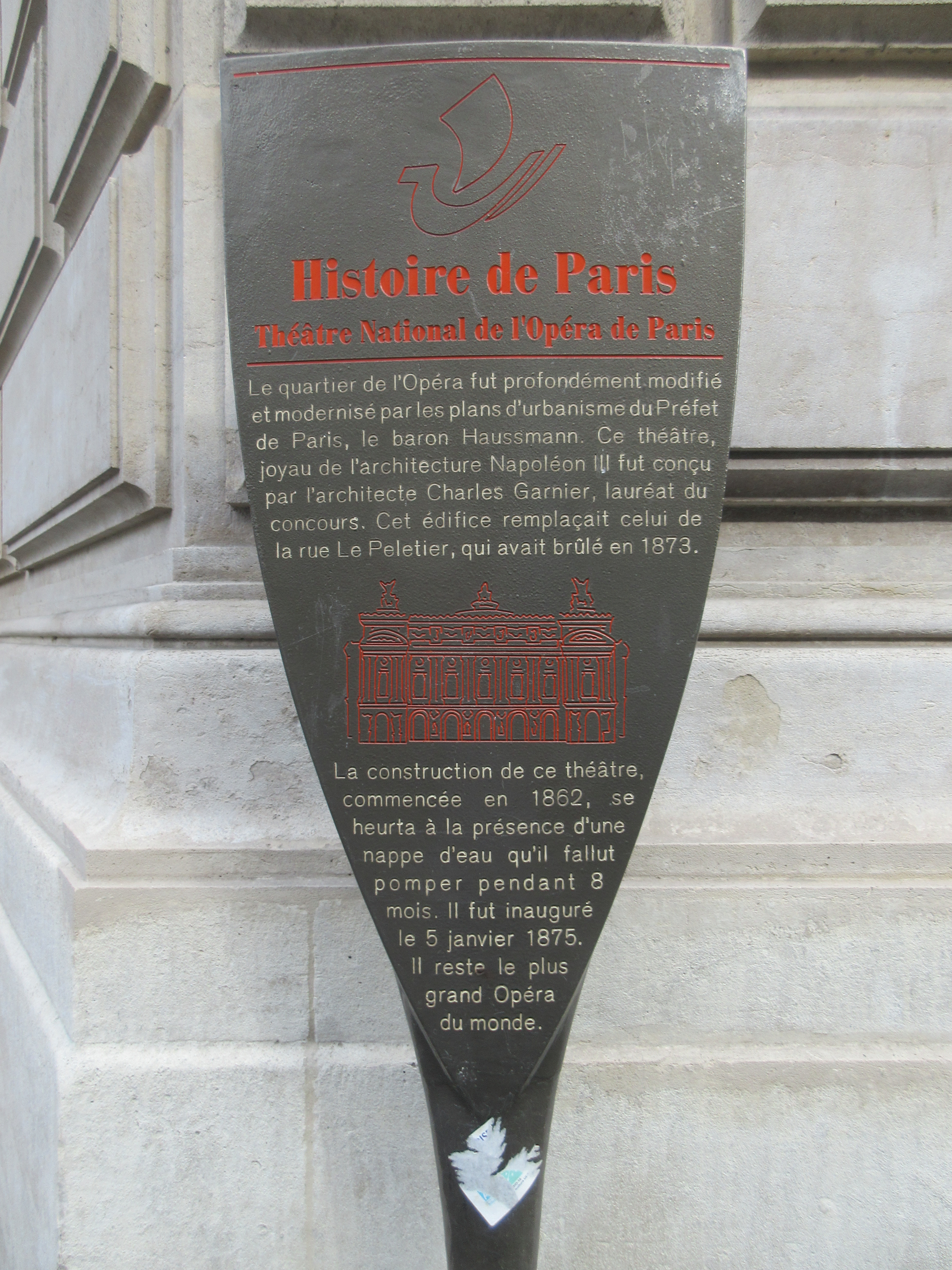
Panneau Histoire de Paris
« Théâtre National de l'Opéra de Paris ».

Le 14 décembre 1645, Mazarin fait représenter dans la salle du Petit-Bourbon face au palais du Louvre, pour le divertissement du jeune Louis XIV, La finta pazza de Francesco Sacrati. Précurseur de l'opéra-ballet, c'est le premier opéra donné à Paris. La salle est démolie le 11 octobre 1660 pour faire place à la colonnade du Louvre. La salle des Machines qui lui fait suite est installée au Palais des Tuileries et inaugurée le 7 février 1662 avec l'Ercole amante de Francesco Cavalli, commandé par Mazarin pour le mariage de Louis XIV mais dont la représentation est retardée. En dehors de la création le 17 janvier 1671 de la tragédie-ballet Psyché de Jean-Baptiste Lully et Philippe Quinault, elle n'est cependant plus utilisée.

#### L'Académie royale de danse
L'Académie royale de danse est fondée à l'initiative de Louis XIV en 1661. Les treize « académistes » font partie de l'entourage du roi et de la cour. Ils sont, pour la plupart, à la fois danseurs et musiciens et ont pour mission de former des artistes de la danse et de codifier l'art chorégraphique.
La liberté et la considération dont jouissent les musiciens de la Chapelle royale, de l'Académie royale de danse puis de l'Académie de l'opéra en musique et en vers français, et plus tard de l'Académie royale de musique occasionne un violent conflit avec les membres de la Ménestrandise. Guillaume Dumanoir, qui en est le directeur, s'oppose à la création de l'Académie de danse. Sa plainte provoque une riposte de la part des académiciens démontrant que la danse n'a pas besoin d'instruments de musique. La confrérie des musiciens de Saint-Julien publie alors contre les « prétendus Académiciens » un virulent libelle titré Le mariage de la musique avec la dance, contenant la réponce au livre des treize prétendus Académistes, touchant ces deux arts et signé « Dumanoir, joueur de violon du cabinet de sa Majesté, l'un des vingt-cinq de sa grand'Bande, et pourvu aussi de l'Office de Roy des Joueurs d'instrumens et des Maîtres à dancer de France ».
Dix ans plus tard, les maîtres de danse de l'académie s'abstiennent toujours de présenter leurs lettres de créances. Guillaume II Dumanoir (it), nouveau directeur de la Ménestrandise, tente de les obliger à payer les taxes d'inscription à la corporation. Cela concerne leurs activités en dehors de l'Académie royale de musique comme les bals, les mariages et les concerts. Un décret du conseil royal donne tort à Guillaume Dumanoir et retire à la Ménestrandise son monopole sur les activités des musiciens. Forts de ce décret, le 28 avril 1682, les maîtres de danse obtiennent le monopole de leur enseignement et peuvent exercer sans être inscrits à la corporation. Après dix ans de contentieux, Dumanoir obtient, le 2 novembre 1691, la possibilité pour les membres de la Ménestrandise, en concurrence avec les membres de l'Académie, de recevoir le titre de maestro et de donner des leçons de danse. La « Déclaration du Roy, portant Règlement pour les Fonctions des Jurez Syndics en titre d'Office de la Communauté des maîtres à danser, et joüeurs d'Instrumens tant hauts que bas, hautbois de la Ville et Faubourgs de Paris » stipule, afin de mettre fin aux plaintes, que personne ne pourrait danser ou tenir spectacle sans être en possession du titre reconnu de maître, à l'exception des treize membres de l'Académie royale de danse qui pourraient ainsi continuer à exercer leur art en complète liberté.
Bien que l'objet de l'Académie soit de réfléchir, d'analyser et de normaliser en matière de danse, aucun document relatif à son activité ni à cette théorisation n'est parvenu jusqu'à nous. Le profil de l'Académie se modifie progressivement et ses membres se consacrent essentiellement à la formation des danseurs de la plus ancienne compagnie de danse académique classique qui deviendra le ballet de l'Opéra national de Paris. La compagnie est intégrée en 1669 à la nouvelle Académie royale de musique. L'école de danse de l'Académie royale de musique, qui donnera naissance à l'école de danse de l'Opéra national de Paris, est créée en 1713 « pour parvenir à élever des sujets propres à remplir les emplois qui manqueront ». Au départ, une troupe nombreuse, exclusivement masculine jusqu'en 1681, danse dans les divertissements et les intermèdes d'opéras. Puis le ballet d'action, qui fleurissait déjà sur d'autres scènes françaises, s'impose. Peu à peu, le recrutement de ses membres se fait davantage dans les rangs du ballet de l'Opéra que dans l'entourage royal et l'Académie de danse disparaît effectivement au début des années 1780.

#### L'Académie d'opéra
L'Académie d'opéra chargée de diffuser l'opéra français auprès du public, non seulement à Paris mais aussi dans d'autres villes du royaume, est fondée le 28 juin 1669 à l'instigation de Jean-Baptiste Colbert. N'ayant comme seules ressources financières que les entrées des spectateurs (et non, comme pour la Comédie-Française ou le Théâtre-Italien, une « subvention » royale), l'Académie obtient le privilège de faire chanter en public des « opéras ou représentations en musique et en vers français », avec interdiction à quiconque d'en faire de même sans avoir obtenu l'autorisation des détenteurs. Le premier à bénéficier du privilège accordé par Lettres patentes du roi Louis XIV est le poète Pierre Perrin.
Pierre Perrin, a donc profité du privilège royal lui permettant pour « l'établissement des Académie d'Opéra ou Représentations en Musique en Vers françois, et dans les autres villes du Royaume », pour 12 ans. Ainsi, Pierre Perrin était la seule personne autorisée à donner des représentations lyriques dans tout le royaume.
Pierre Perrin s'associe à Robert Cambert, à Alexandre de Rieux, marquis de Sourdéac, ainsi qu'à son acolyte Champéron afin de créer leur propre spectacle. Pour ce faire, ces derniers ont loué une salle, la salle du jeu de paume du Béquet, avec pour mission de la transformer à la date du 16 décembre 1669. Cependant, puisqu'ils n'avaient pas songé à l'autorisation des autorités de police, lorsque la première représentation privée de Pomone est donnée, toute représentation est interdite en cette salle par le lieutenant La Reynie.
Le 3 mars 1671, Pomone, considéré comme le premier opéra français, composé par Robert Cambert sur un livret de Pierre Perrin, est créé sous l'égide de l'Académie d'opéra dans la salle du Jeu de paume de la Bouteille. Cette représentation est un succès puisqu'au moins 146 représentations suivirent cette première. L'Académie d'opéra était cependant contrainte de vivre de ses propres recettes, sans bénéficier d'aide royale particulière.

#### L'Académie royale de musique

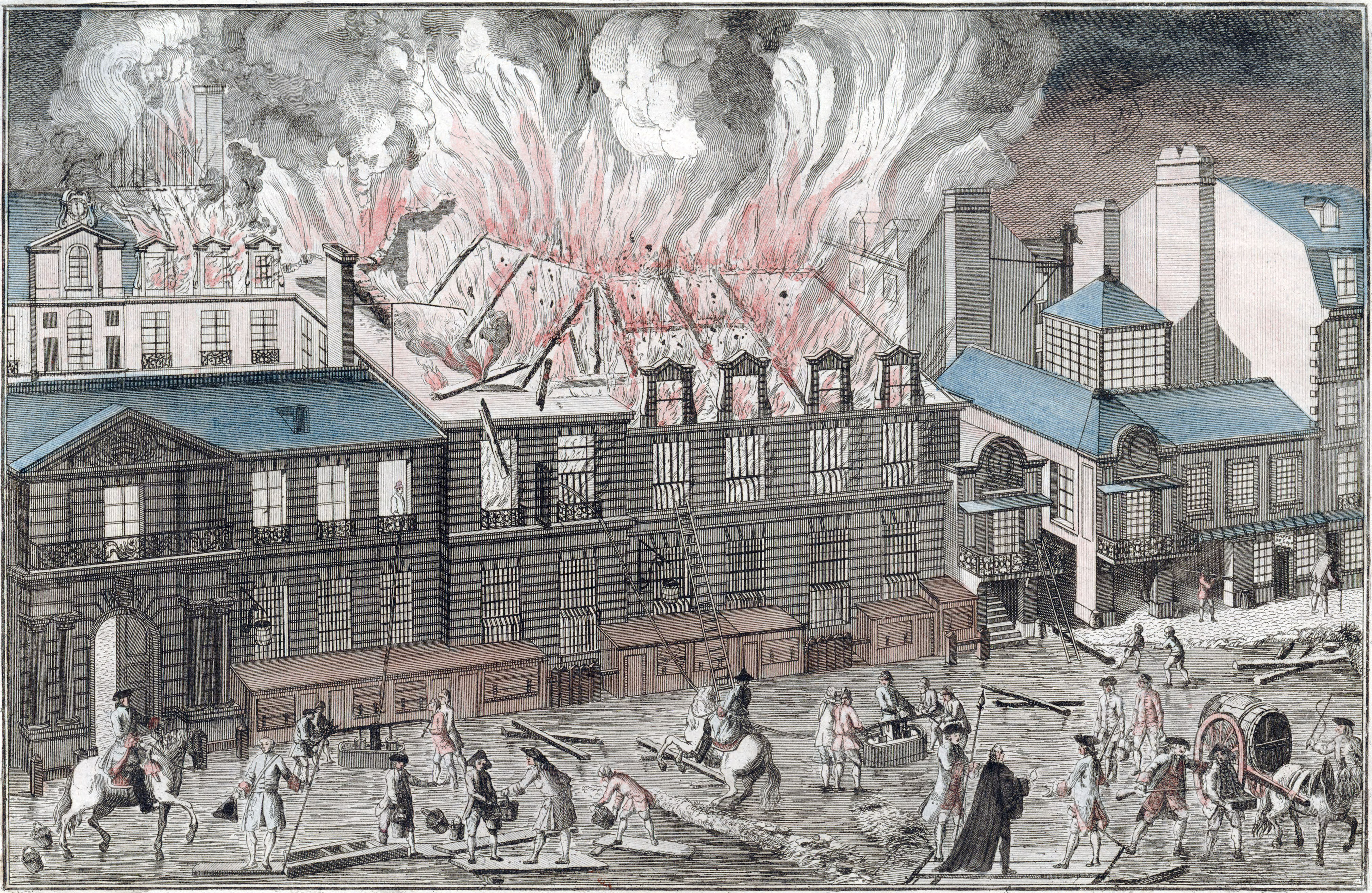
Incendie de la première salle de l'Académie royale de musique au Palais-Royal le 6 avril 1763.

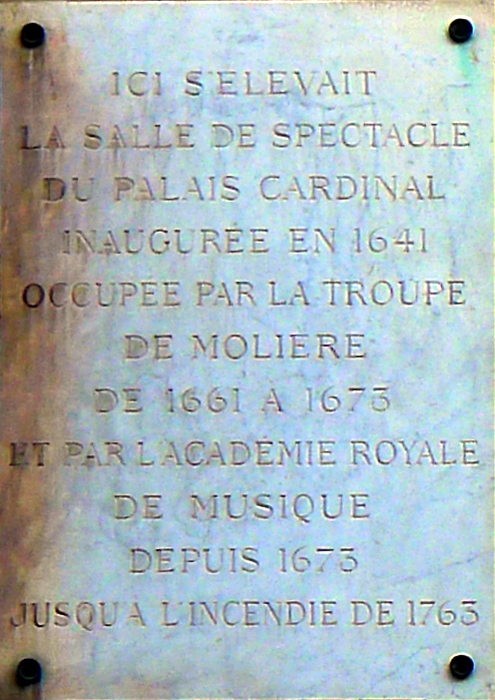
Plaque commémorative du 202 rue Saint-Honoré, qui rappelle l'Académie royale de musique.

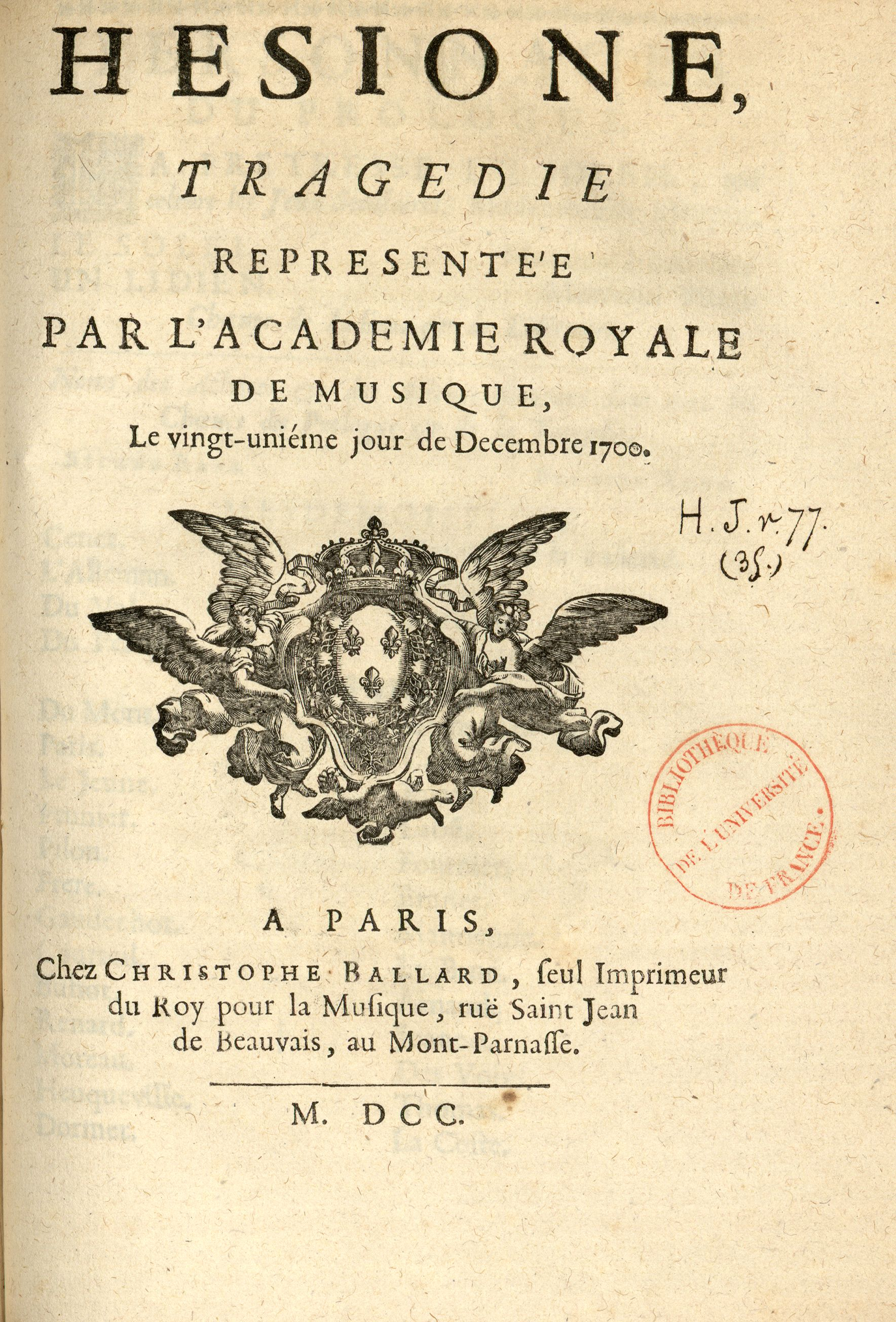
Antoine Danchet, Hesione, tragédie représentée par l'Académie royale de musique, le vingt-uniéme jour de décembre 1700, Bibliothèque de la Sorbonne, NuBIS, cote MS 1200, pièce 35.

L'académie royale de musique est fondée en 1672.
Escroqué par ses deux associés et emprisonné pour dettes, Pierre Perrin est contraint de céder son privilège à Jean-Baptiste Lully en 1672, avec le succès que l'on sait. Lully et ses successeurs vont d'ailleurs négocier âprement la cession du privilège, pour tout ou partie, à des entrepreneurs de province : Pierre Gautier achète en 1684 l'autorisation d'ouvrir une académie de musique à Marseille, puis les villes de Lyon, Rouen, Lille et Bordeaux en font autant dans les années qui suivent endant la gestion de Francine.
Après la mort de Molière en 1673, Lully chasse la troupe du comédien occupant une des salles du Palais-Royal, appelée théâtre du Palais-Royal et y installe l'académie d'opéra. Lully fait transformer la salle par Carlo Vigarani qui l’aménage en s’inspirant des théâtres d'opéra italiens : trois rangs de loges, amphithéâtre incliné, améliorations de la machinerie. La première représentation dans cette salle a lieu le 19 janvier 1674 avec la tragédie lyrique Alceste ou le Triomphe d'Alcide de Lully.
A la mort de Lully, en 1687, son gendre Jean-Nicolas de Francine obtient le privilège mais est néanmoins obligé de s'endetter pour maintenir l'activité de l'opéra en dépit du soutien du roi. En 1698, le privilège est reconduit pour une durée de dix ans. En 1704, Francine vend son privilège à Pierre Guyenet, qui s'engage à honorer les dettes et les salaires en retard de la troupe,. Guyenet essaie différentes initiatives pour gérer l'entreprise (abonnements, vente des oeuvres complètes de Lully) mais est ruiné au bout de quelques années.
Francine revient en 1715, à la suite des appels des créanciers de Guyenet, qui avaient hérité du privilège. Malgré le soutien du roi, l'opéra ne sera toujours pas rentable lorsqu'il cédera sa place à André Cardinal Destouches en 1728. Il ne restera à la tête de l'académie que jusqu'en 1730, devant céder la place à d'autres administrateurs.
Pour compléter les recettes de l'opéra, le Bal de l'Opéra est créé par une ordonnance royale en date du 31 décembre 1715, sa première édition a lieu le 2 janvier 1716. Il est organisé pendant le Carnaval de Paris et deviendra très prisé pendant plus de 120 années.
En 1728, Louis XV l'attribue à des syndics et à la ville de Paris, mais l'institution reste royale.
En dépit de ce privilège imposant un monopole des représentations en musique, l'institution rencontre de manière chronique des difficultés administratives et financières. En 1749, le roi confie le privilège à un corps public représenté par les « sieurs prévôt des marchands et échevins de la ville de Paris ». La situation ne s'améliore pas, aussi le roi prononce par arrêt de son Conseil du 17 mars 1780, de placer l'Académie sous son autorité directe et de la faire diriger collégialement par un Comité composé d’un directeur général et d’une partie du personnel artistique, sur un modèle proche de celui de la Comédie-Française.
Le 6 avril 1763, un incendie détruit le théâtre du Palais-Royal. D'importants travaux dans la salle des Machines au palais des Tuileries sont entrepris en 1763 par les architectes Jacques-Germain Soufflot et Ange-Jacques Gabriel afin d'accueillir la troupe de l'Opéra. Elle y réside pendant la période de reconstruction, jusqu'en 1770. Le second théâtre du Palais-Royal est inauguré le 20 janvier 1770 par l'opéra, avec un spectacle de Rameau, Zoroastre.
De 1780 à 1790, en partie grâce à l'action de l'intendant des Menus-Plaisirs du roi Denis Pierre Jean Papillon de La Ferté, « l’Académie royale de musique a acquis une bonne partie des caractéristiques d’un établissement public et d’un théâtre national, caractéristiques qui s’épanouiront au siècle suivant. »

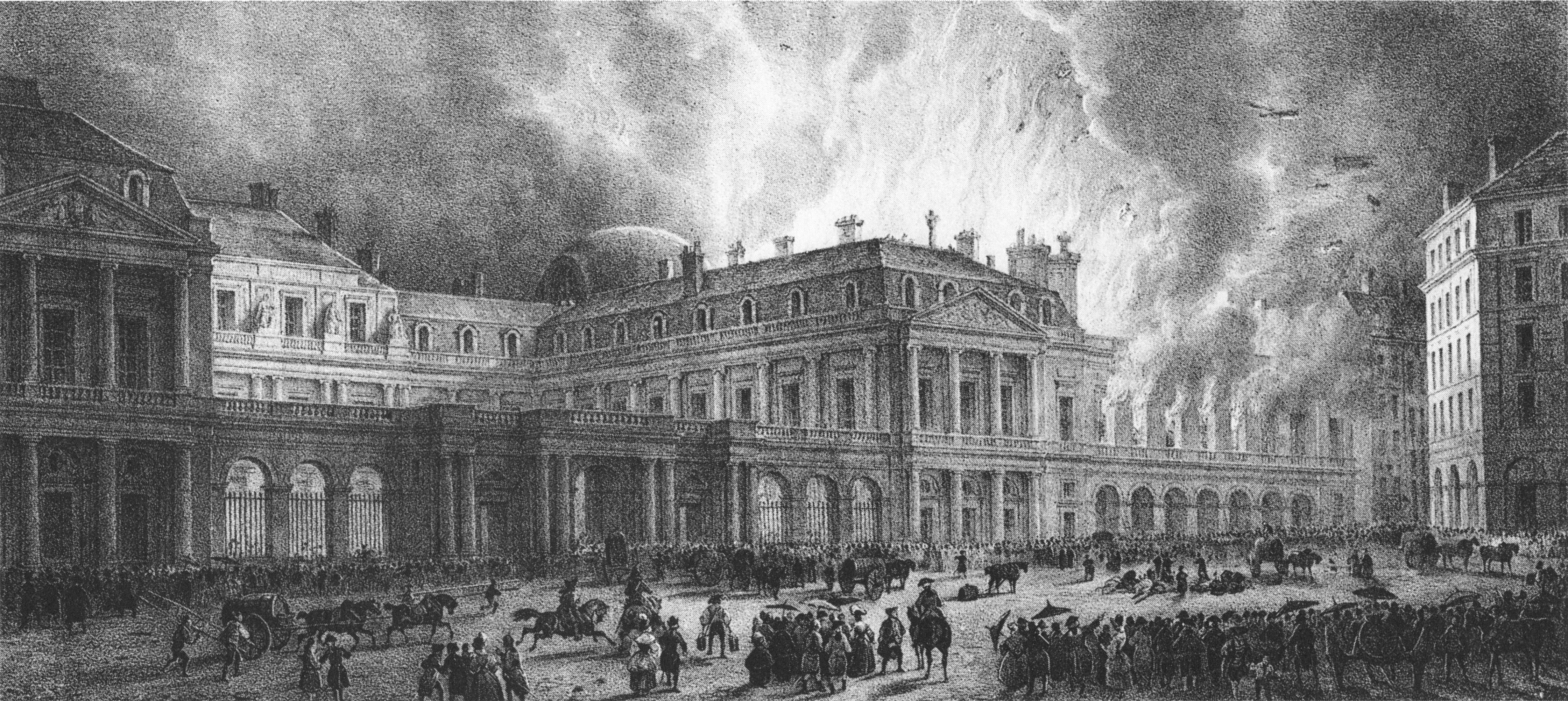
Incendie du Palais-Royal du 8 juin 1781.

Le 8 juin 1781, un second incendie détruit le théâtre du Palais-Royal qui ne sera jamais reconstruit. Le Théâtre de la Porte Saint-Martin, beaucoup plus au nord sur le Boulevard Saint-Martin, a été construit à la hâte en deux mois pour le remplacer. Dans l'intervalle, la compagnie d'opéra se produit dans la Salle des Menus-Plaisirs, rue Bergère. Le Théâtre de la Porte Saint-Martin contient 1 800 places sur les plans de Nicolas Lenoir. Il est inauguré le 27 octobre 1781 avec la tragédie lyrique Adèle de Ponthieu de Jean-Paul-André Razins de Saint-Marc, sur une musique de Niccolò Piccinni.
Le 1er avril 1790, dans le contexte de la révolution française, la gestion de l’académie se voit à nouveau confiée au Bureau de la municipalité de Paris.

### 1793-1870: du théâtre des Arts au théâtre impérial de l'Opéra

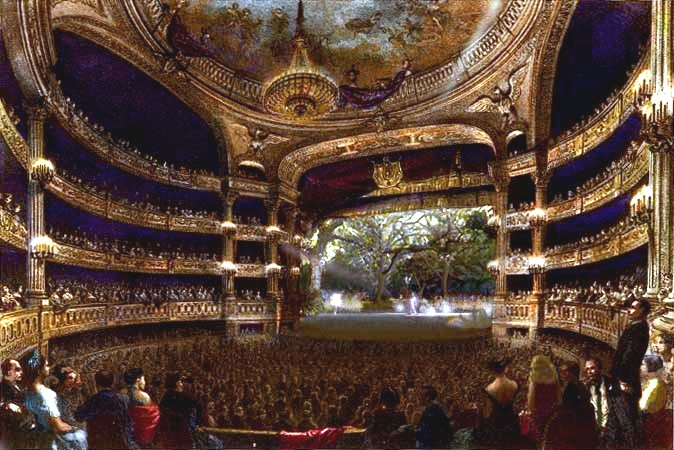
Grande salle du théâtre impérial de l'Opéra (salle Le Peletier) en 1864.

Obligée de quitter le théâtre de la Porte-Saint-Martin, l'institution s'installe durant la Terreur au « Théâtre des Arts » qui prendra le nom « théâtre de la République et des Arts » de 1797 à 1802. Le décret est publié le 14 avril 1794 et l'ouverture de la salle a lieu le 7 août suivant.
Napoléon Bonaparte utilise l’Opéra comme un instrument de propagande, qu'il réorganise et impose le répertoire tout en lui accordant des subventions. Parmi les œuvres jouées à cette période, on note La Vestale de Gaspare Spontini, créée en 1807, qui préfigure le grand opéra français de la période romantique.
La salle servit aux représentations de l'Opéra, jusqu'au 13 février 1820 (date de l'assassinat du duc de Berry à sa sortie d'une représentation). Louis XVIII ordonne la destruction du théâtre.
La troupe s'installe donc temporairement au Théâtre Louvois (qui servait de magasin depuis 1808 à l'opéra) de février 1820 à août 1821, où seront donnés deux représentations.
L'institution déménage à l'Opéra Le Peletier, salle dite temporaire de 1800 places conçue par l'architecte François Debret (en collaboration avec Grillon et Du Bois) et construite en un an, du 13 août 1820 au 19 août 1821. Dans ces locaux sur une période de cinquante ans, l'académie connaît une période riche au cours de laquelle le « grand opéra » français et le ballet romantique s’épanouissent.
L'institution y prendra successivement les noms suivants :
- Académie royale de musique, de 1821 à 1848 ;
- Académie nationale de musique, de 1848 à 1851 ;
- Académie impériale de musique, de 1852 à 1870,
- et de nouveau Académie nationale de musique, de 1871 à 1873.

De nombreux chefs-d’œuvre du répertoire du grand opéra à la française sont créées à l'Opéra Le Peletier : Guillaume Tell de Gioacchino Rossini (1829), Robert le Diable de Giacomo Meyerbeer (1831), La Juive de Jacques Fromental Halévy (1835), La Favorite de Gaetano Donizetti (1840), Les Vêpres siciliennes de Giuseppe Verdi (1855), version française de Tannhäuser de Richard Wagner (1861).
Dans ce lieu, l’académie est au centre de la vie musicale et mondaine européenne. Les artistes s'y intéresse : Edgar Degas, Édouard Manet, Honoré de Balzac, Alexandre Dumas…
Le 14 janvier 1858, Napoléon III échappe à un attentat, rue Le Peletier mené par des républicains italiens, dirigés par Felice Orsini. Un concours , pour la construction d'une nouvelle salle dans une grande rue moins propice aux attentats est décidée par l'empereur, au lendemain même du drame, pour la construction d'un nouveau grand théâtre digne de Paris. Le projet est déclaré d'utilité publique par arrêté impérial du 29 septembre 1860. Charles Gargnier remporte le concours le 30 mai 1861 et le chantier démarre en 1861 et rencontre de nombreuses vicissitudes durant quinze années.

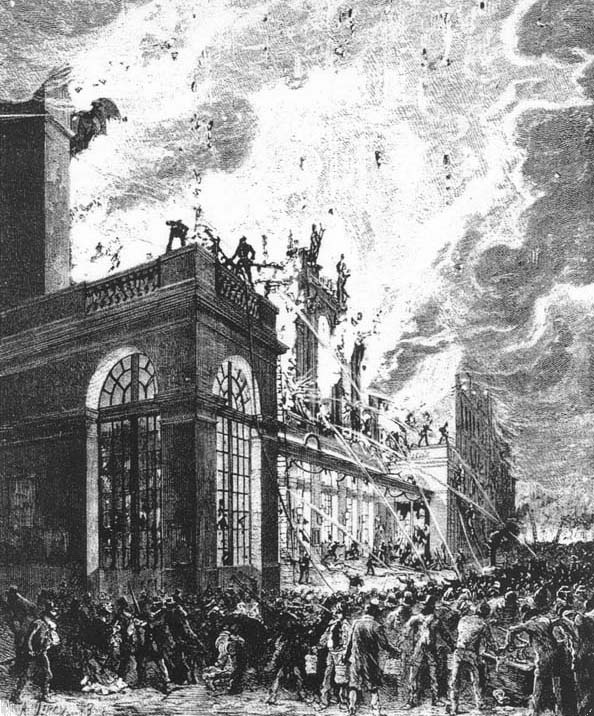
Incendie de l'opéra Le Peletier (1873).

Le bâtiment de la rue Le Peletier est détruit par un incendie dans la nuit du 28 au 29 octobre 1873, ce qui accéléra la reprise de la construction de l’opéra Garnier, qui lui succéda en 1875.
Du 19 janvier au 30 décembre 1874, la salle Ventadour accueille la troupe de l'Opéra de Paris dans l'attente de sa nouvelle salle à la suite de l'incendie de la salle Le Peletier du 28 octobre 1873.

### 1870-1939: le théâtre national de l'Opéra

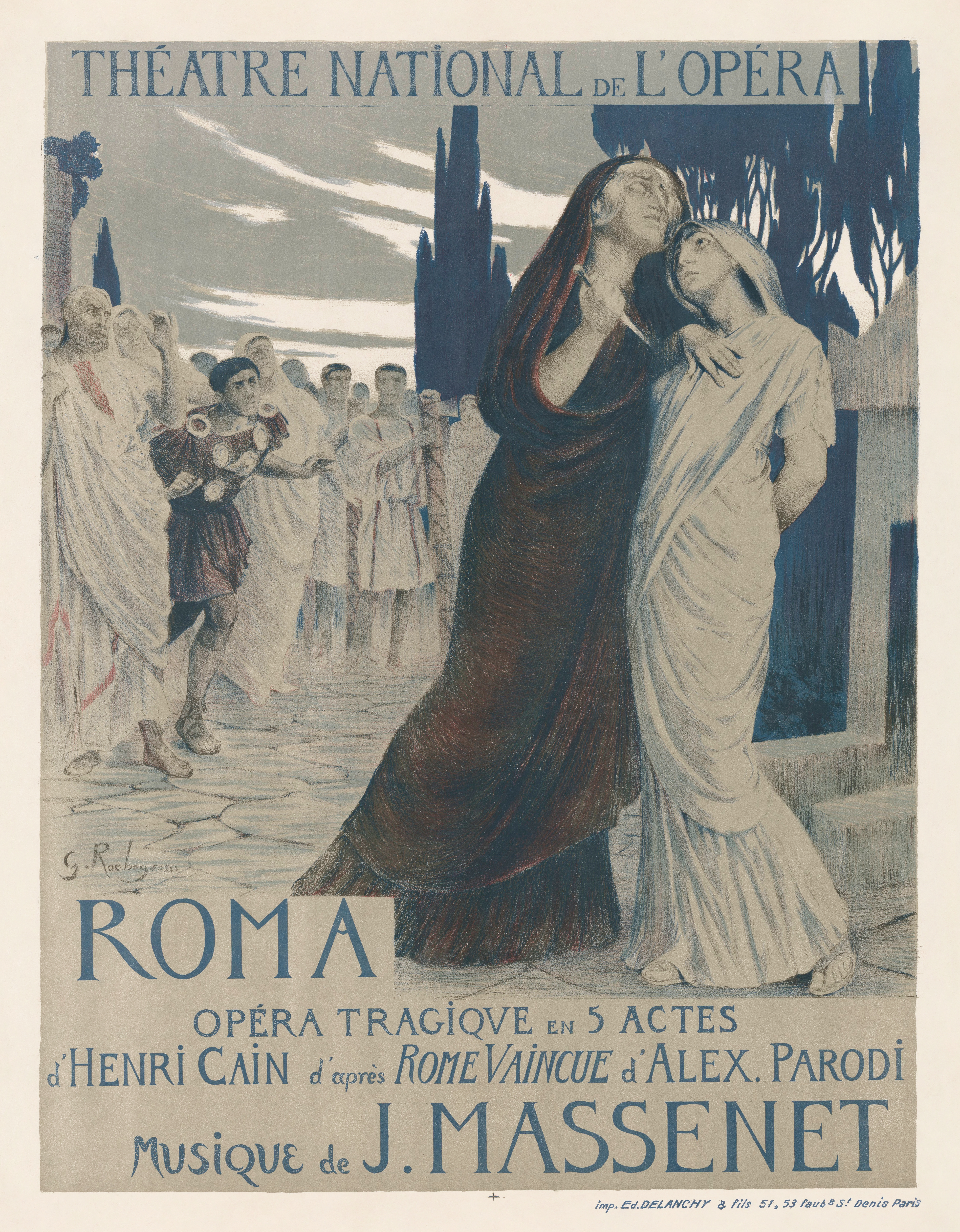
Affiche pour une représentation de Roma de Jules Massenet au théâtre national de l'Opéra (opéra Garnier) en 1912.

L'opéra Garnier est inauguré le 5 janvier 1875 par le président Mac Mahon sous la IIIe République.

### 1939-: du théâtre national de l'Opéra de Paris à l'Opéra national de Paris

#### La Réunion des théâtres lyriques nationaux
Les nombreuses difficultés financières rencontrées par l'Opéra-Comique dans les années 1930, incitent l'État à placer par décret du 13 août 1936 l'opéra Garnier et l'Opéra-Comique sous gestion unique. Appelée Réunion des théâtres lyriques nationaux (RTLN), la nouvelle structure est administrée par Jacques Rouché, directeur de l'Opéra de Paris depuis 1914.
En 1945, Maurice Lehmann devient l'administrateur de la RTLN. Reynaldo Hahn devient directeur de l'opéra Garnier et marque sa brève présence à sa tête — il meurt en janvier 1947 — par la redécouverte des œuvres de Méhul.
Pendant Mai 68, les danseurs et les danseuses de l'opéra organisent des assemblées générales afin de réfléchir à leur métier et à leur implication sociale.

#### Un Suisse à l'Opéra: les années Liebermann (1973-1980)
Rolf Liebermann est intendant de l'Opéra de Hambourg, avec grand succès, quand il est nommé administrateur général de l'Opéra de Paris. Avant même son arrivée effective au 1er janvier 1973, Liebermann obtient des changements structurels décisifs. La plus marquante est sans doute la disparition de la troupe : au lieu d'un ensemble de chanteurs salariés renforcé épisodiquement par des chanteurs invités, les distributions sont réalisées à partir de chanteurs invités disposant de contrats à la représentation. L'orchestre est entièrement remodelé, les musiciens devant passer une audition pour conserver leur poste. Enfin, l'Opéra-Comique est entièrement fermé (le succès de l'Opéra sous Liebermann et l'échec de l'affectation du bâtiment après sa fermeture en tant que salle de spectacle conduisent cependant dès 1978 au rattachement de l'Opéra-Comique à l'Opéra, comme seconde salle de spectacle).
Ces mesures mal accueillies par les salariés de l'Opéra, entraînant plusieurs grèves dures, reçoivent cependant l'aval du public dès le premier spectacle lyrique de sa direction, la légendaire production des Noces de Figaro de Mozart mises en scène par Giorgio Strehler : créée le 30 mars 1973 à Versailles et reprise immédiatement au palais Garnier, cette production fera également l'objet de la dernière représentation de l'ère Liebermann le 14 juillet 1980, où elle est diffusée en direct à la télévision. Cette production exemplaire, donnée jusqu'en 2003 à l'Opéra, est caractéristique du travail de Liebermann : un metteur en scène de renom, venu du théâtre, et une distribution internationale de grand prestige.
Si les chanteurs français restent encore assez présents (surtout dans des seconds rôles) pendant l'ère Liebermann, l'arrivée massive de chanteurs internationaux est en effet le phénomène le plus marquant de la période : un chanteur emblématique est le ténor Plácido Domingo, découvert par Liebermann à Hambourg, mais on relève aussi la présence de Luciano Pavarotti, Kiri Te Kanawa, Ruggero Raimondi, Teresa Berganza, Christa Ludwig, Birgit Nilsson... Le choix des metteurs en scène, lui, est plus souvent contesté à l'époque car jugé trop moderne par une partie du public traditionnel de l'Opéra : les productions de Jorge Lavelli (Faust notamment) ou Patrice Chéreau (Les Contes d'Hoffmann, Lulu d'Alban Berg avec création mondiale du troisième acte) restent aujourd'hui légendaires.
Le succès artistique de Rolf Liebermann est accompagné très rapidement par la télévision publique, qui filme de nombreux spectacles parfois diffusés en direct. En raison de problèmes de droits encore aujourd'hui insolubles, ces documents d'intérêt exceptionnel ne sont que rarement présentés au public, ne sont pas rediffusés ni édités en DVD.
Quelques échecs viennent aussi jalonner la période : une production du Ring des Nibelungen de Wagner s'arrête prématurément, les tentatives de Liebermann pour convaincre Ingmar Bergman de venir mettre en scène La Flûte enchantée à l'Opéra sont un échec ; enfin, certains spectacles, notamment le répertoire français traditionnel et certains spectacles contemporains, affichent des taux de remplissage très faibles. Surtout, la politique de Rolf Liebermann, couronnée de succès aussi bien du point de vue artistique que quant à son retentissement public, est contestée en raison de son coût, révélée par une mission de l'inspection générale des finances. Celle-ci fut lancée peu après le 23 mars 1976, quand une grève des techniciens força l'annulation d'une représentation prévue en présence de Valéry Giscard d'Estaing et de mille cinq cents « Français méritants ». Le suicide de Jean Salusse, en juillet 1977, jette une ombre sur la fin de son mandat : président du Conseil d'administration de la Réunion des théâtres lyriques nationaux, celui-ci s'était opposé dans une polémique violente avec Liebermann.
Malgré ces quelques nuances, l'ère Liebermann est devenue aujourd'hui légendaire dans l'histoire de l'Opéra de Paris, au point de servir de référence dans les domaines les plus divers.

#### Les éphémères (1980-1989)
Les années 1980-1989 sont une période de grande instabilité pour l'Opéra de Paris, en butte à des problèmes récurrents de direction, mais aussi d'importants problèmes financiers. Trois directeurs en titre se succèdent en moins d'une décennie :
- Bernard Lefort (1980-1982) : chargé de succéder à Rolf Liebermann, il publie avant même son arrivée à la tête de l'Opéra un livre[19] dans lequel il critique avec virulence la politique de son prédécesseur, notamment en raison de l'emploi de chanteurs étrangers, qu'il juge excessif. Il démissionne deux ans après sa prise de fonction, à la fois parce qu'il estime ne pas pouvoir travailler étant donné la pression des syndicats et en raison du succès très modeste de sa politique artistique ;
- Massimo Bogianckino (1983-1985) : administrateur et homme politique italien, il démissionne deux ans après sa prise de fonction en raison de son élection comme maire de Florence. Son mandat est notamment marqué par la création mondiale, au palais Garnier, du Saint François d'Assise d'Olivier Messiaen, commandé par Rolf Liebermann. Sa programmation artistique est notamment tournée vers le grand répertoire français du XIXe siècle, peu représenté pendant les décennies précédentes et suivantes. La production de Robert le Diable de Giacomo Meyerbeer en 1985 marque le retour triomphal du grand opéra français, resté sans suite à ce jour[Quand ?] malgré les représentations de La Juive de Fromental Halévy en 2007. Par ailleurs, c'est Bogianckino qui met en chantier la production historique d'Atys de Lully, mise en scène par Jean-Marie Villégier et dirigée par William Christie à l'Opéra-Comique et qui inaugurera le mandat de son successeur en janvier 1987 ;
- Jean-Louis Martinoty (1986-1989) : critique musical, essayiste et surtout metteur en scène lyrique spécialiste de l'opéra baroque, il tente de diversifier la programmation en recourant à des metteurs en scène modernes. Assisté d'un directeur musical, Lothar Zagrosek, il ouvre plus largement l'Opéra au répertoire du XXe siècle, avec plusieurs créations (La Célestine de Maurice Ohana, Doktor Faust de Busoni, Le Maître et Marguerite de York Höller) et en programmant pour la première fois les deux opéras du compositeur tchèque Leoš Janáček (Katja Kabanova et De la maison des morts), produits parallèlement en 1988 à l'opéra Garnier et salle Favart. La réalisation de décors est confiée à des artistes peintres ou des plasticiens (Arman, Dado, Olivier Debré), pratique qui était une première à l'époque et qui s'est largement généralisée par la suite. Mais Jean-Louis Martinoty parvient cependant difficilement à se faire accepter dans la maison et n'est pas reconduit au-delà de l'ouverture de l'opéra Bastille.

Les démissions prématurées de Bernard Lefort et de Massimo Bogianckino obligent chaque fois à la mise en place d'une direction collective de transition, dans laquelle figurent notamment le président du Conseil d'administration de l'Opéra et des représentants du ministère de la Culture. Le directeur suivant, manquant de temps pour préparer sa programmation, se trouve ainsi en mauvaise posture pour diriger la maison, ce qui contribue à entretenir l'instabilité.
Dans le domaine de la danse, la période est marquée par la présence comme directeur de la danse du danseur russe Rudolf Noureev entre 1983 et 1989, période qui marque le ballet de l'Opéra jusqu'à aujourd'hui. Pendant son mandat éclatent de nombreuses polémiques, notamment avec les danseurs : ceux-ci n'acceptent de danser la « version Noureev » du Lac des cygnes qu'à condition que la version précédente soit conservée au répertoire ; les danseurs étoiles de l'Opéra se plaignent de la place que s'octroie le directeur dans les distributions. Noureev, qui avait déjà travaillé pour l'Opéra, met en place pendant cette période les bases d'un répertoire classique qui est encore aujourd'hui l'essentiel du répertoire de la maison. Sa démission en 1989 est due à une polémique avec la direction en raison de la place jugée trop importante des engagements de Noureev à l'étranger ; il continue néanmoins à rester chorégraphe principal du ballet. C'est à ce titre qu'il réalise sa dernière création, une version de La Bayadère : déjà gravement malade, il ne survit que quelques mois à la première, le 8 octobre 1992. La période Noureev ne se limite cependant pas au répertoire classique : un autre événement majeur est la création en 1987 de In The Middle Somewhat Elevated du jeune chorégraphe américain William Forsythe.
La perspective qui pèse sur l'essentiel de la période est la décision du président François Mitterrand de construire un nouvel opéra, qui deviendra l'opéra Bastille. Cette décision très contestée et dont les conséquences précises pour l'établissement restent longtemps floues est notamment justifiée par la jauge trop réduite de l'opéra Garnier, qui oblige l'établissement à investir d'autres salles, notamment l'Opéra-Comique qui lui est rattaché jusqu'en 1990, mais aussi le théâtre des Champs-Élysées ou le Palais des congrès, ce qui entraîne des coûts considérables de fonctionnement.

#### Pierre Bergé (1988-1994): l'opéra Bastille
La victoire de la gauche aux élections de 1988 conduit à la tête de l'Opéra un ami du président réélu, Pierre Bergé, qui va diriger de facto l'Opéra à partir de sa fonction de président de son conseil d'administration, tout en laissant les tâches administratives à une direction à géométrie variable. Il organise notamment les cérémonies d'ouverture du nouvel opéra de la place de la Bastille, tout en préparant la fermeture pour travaux de l'opéra Garnier (1993-1996). Sa programmation fastueuse, qui donne aux metteurs en scène des moyens inédits pour réaliser leurs idées, souffre rapidement des déficiences techniques du nouvel outil et d'un nombre de représentations insuffisant. La décision de consacrer l'opéra Garnier de manière presque exclusive à la danse, tandis que presque tout le répertoire lyrique est joué à Bastille, pose également des problèmes d'identité importants dans les deux maisons.
Le 16 juillet 1992, lors d'une tournée de l'Opéra à Séville, un praticable de décor de sept à dix mètres de hauteur sur lequel stationnaient plusieurs choristes s'effondre, entraînant leur chute et faisant un mort et de nombreux blessés. Cet accident provoque une crise interne grave dans la direction de l'Opéra, qui voit plusieurs responsables de premier plan quitter la maison et la position de Pierre Bergé profondément entamée.
Les élections de 1993, favorables cette fois à la droite, et le nécessaire changement de statut de l'Opéra amènent le départ de Pierre Bergé, qui reste président d'honneur. Décidé en novembre 1993 et effectif au 3 février 1994, ce départ amène la nomination de Jean-Paul Cluzel comme président par intérim et celle d'Hugues Gall comme directeur délégué, chargé de préparer son arrivée au poste de directeur prévu à compter d'août 1995.
Pendant cette période de transition, un décret du 5 février 1994 fixe les nouveaux statuts de l'établissement, qui prend son nom actuel d'Opéra national de Paris.

#### Hugues Gall (1995-2004): les réformes
C'est au directeur du Grand Théâtre à Genève, ancien collaborateur de Rolf Liebermann à l'Opéra, qu'est confiée en 1993 la mission de réformer l'Opéra pour en stabiliser le fonctionnement. Après avoir réalisé un rapport d'information où il pointait les dysfonctionnements de la période précédente, en particulier la mauvaise utilisation de l'opéra Bastille, qui limitait fortement les possibilités d'alternance, Hugues Gall pose plusieurs conditions pour accepter le poste : il obtient ainsi l'assurance d'une augmentation de 3 % de la subvention publique pendant chaque année de son mandat et fixe la date de son entrée en fonction au début de la saison 1995/1996, laissant la gestion de l'Opéra pour les saisons 1993/1994 et 1994/1995 à une nouvelle direction provisoire. Un incident très médiatisé est le renvoi du directeur musical choisi par Pierre Bergé, le Coréen Chung Myung-whun, accusé par Hugues Gall de mal connaître le répertoire lyrique et de demander des émoluments trop élevés. À sa place, Hugues Gall choisit le chef américain James Conlon, peu connu du grand public bien qu'ayant souvent dirigé à l'Opéra dans les années 1980.
Son mandat vise entièrement à constituer un répertoire viable de productions solides susceptibles d'être régulièrement reprises. Il s'appuie pour cela sur un nombre limité de metteurs en scène d'expérience comme Francesca Zambello, Robert Carsen ou Andrei Serban, au risque de se voir parfois accuser de préférer une production industrielle de spectacles sans âme à la prise de risque artistique.
Son mandat est également marqué par des grèves répétées, en particulier en novembre-décembre 2000. Ces grèves sont dues notamment aux réformes de Hugues Gall en ce qui concerne le statut des personnels, destinées à mettre fin à certaines lourdeurs administratives héritées du passé et perçues par une partie du personnel comme une atteinte à leurs droits sociaux. Dans le livre-souvenir publié en 2004 à la fin de son mandat, Gall accuse les syndicats de l'établissement, qu'il présente comme la principale source de difficultés de son mandat, d'être restés staliniens.
Parmi les principales réussites artistiques de son mandat figurent notamment la nouvelle production de Nabucco de Verdi donnée en ouverture de sa première saison (mise en scène Robert Carsen, avec Julia Varady, Samuel Ramey, Violeta Urmana, Jean-Philippe Lafont et José Cura), une nouvelle production d’Alcina de Haendel en 1999 (mise en scène Robert Carsen, avec Renée Fleming, Natalie Dessay et Susan Graham) ou celle de Platée de Rameau (mise en scène Laurent Pelly). Quelques échecs marquants jalonnent aussi son mandat, comme celui du Tristan und Isolde de Wagner mis en scène par Stein Winge, de l’Idomeneo de Mozart mis en scène par le chef d'orchestre Iván Fischer ou la création mondiale de L'Espace dernier de Matthias Pintscher. La critique très négative parue dans Le Monde sur Idomeneo suscite une vive réaction d'Hugues Gall, qui accuse le journal de s'en prendre systématiquement à l'Opéra et décide de ne plus faire de publicité dans ce journal.
Nommé initialement pour un mandat de six ans à compter d'août 1995, Hugues Gall est maintenu en fonction pour trois ans supplémentaires, soit jusqu'en août 2004 (de façon dérogatoire au statut d'EPIC de l'Opéra, qui impose une limite d'âge de 65 ans pour les directeurs, âge atteint par Hugues Gall en mars). Pour lui succéder, l'État nomme un autre ancien collaborateur de Rolf Liebermann, le Belge Gerard Mortier, pour lui succéder à compter de la saison 2004/2005. Août 2004 marque aussi la fin du mandat du directeur musical James Conlon.

#### Gérard Mortier (2004-2009): la rupture
Revendiquant une rupture forte avec son prédécesseur, Gerard Mortier axe sa politique sur les principes suivants :
- il augmente le nombre de nouvelles productions par rapport à Hugues Gall, de 7 ou 8 à 9 ou 10 par saison ;
- voulant faire découvrir certaines des productions produites dans les institutions qu'il a précédemment dirigées (Festival de Salzbourg, Ruhrtriennale), il importe un nombre important de telles productions, notamment au début de son mandat ;
- il renonce au poste de directeur musical, affirmant s'appuyer sur un ensemble de 7 chefs permanents (dont Valery Gergiev, Christoph von Dohnányi, Esa-Pekka Salonen et Sylvain Cambreling) qui ne fonctionnera en réalité qu'une ou deux saisons ;
- il augmente sensiblement la proportion des œuvres du XXe siècle dans sa programmation, tout en continuant la politique de créations de son prédécesseur (Melancholia de Georg Friedrich Haas en 2008, Yvonne, princesse de Bourgogne, de Philippe Boesmans en 2009).

Parmi les metteurs en scène les plus marquants de ces années figurent notamment des metteurs en scène novateurs qui suscitent une vive opposition d'une partie du public :
- Christoph Marthaler : Wozzeck, Katia Kabanova, Le Nozze di Figaro, La traviata ;
- Krzysztof Warlikowski : Iphigénie en Tauride (production initialement confiée à Isabelle Huppert, qui renonce quelques mois avant la première), Parsifal, Le roi Roger, L'affaire Makropoulos ;
- Michael Haneke : Don Giovanni ;
- Johan Simons : Simon Boccanegra, Fidelio ;
- La Fura dels Baus : La Flûte enchantée.

D'autres metteurs en scène aux conceptions plus traditionnelles figurent aussi au programme de l'Opéra pendant cette période, comme Laurent Pelly, Gilbert Deflo ou André Engel.
Nommé à l'origine pour un mandat de 4 ans en raison du statut des EPIC, qui lui interdisent de rester directeur au-delà de ses 65 ans (novembre 2008), il est maintenu en poste par dérogation une saison supplémentaire, comme l'avait été Hugues Gall, en particulier en raison du retard pris par le ministère de la Culture pour nommer son successeur.

#### Nicolas Joel (2009-2014)
En décembre 2006, c'est Nicolas Joel, directeur du Capitole de Toulouse depuis 1990 et metteur en scène, qui est nommé directeur délégué de l'Opéra et chargé de préparer les saisons de l'Opéra de Paris à compter de la saison 2009/2010. Il choisit de conserver à ses côtés la directrice de la danse Brigitte Lefèvre. Il nomme en revanche Philippe Jordan directeur musical et Patrick Marie Aubert chef du chœur. Un an avant sa prise de poste, un accident vasculaire cérébral vient interrompre ses préparatifs. La maladie du directeur pèse sur la direction de l'établissement pendant tout son mandat : un directeur adjoint, Martin Ajdari, est nommé en juin 2009 pour l'épauler, mais il quitte l'établissement dès septembre 2010 ; le principal collaborateur du directeur est alors Christophe Tardieu, qui apparaît fréquemment dans les médias économiques pour faire l'éloge de sa gestion de l'établissement.
Nicolas Joel choisit d'ouvrir sa première saison par Mireille de Charles Gounod, marquant ainsi son attachement au répertoire français. Il en assure également la mise en scène. La saison 2010-2011 est marquée par l'absence du répertoire français tandis que celle de 2011/2012 n'affiche aucune rareté significative. Plusieurs nouvelles productions de l'ère Joel sont marquées par des critiques négatives, voire une contestation de la part d'une partie du public : c'est le cas notamment pour Faust de Gounod mis en scène par Jean-Louis Martinoty, Manon de Massenet par Coline Serreau, marquée en outre par une mésentente entre la soprano Natalie Dessay et la metteuse en scène, et Carmen de Bizet par Yves Beaunesne. La saison 2012/2013 ne comporte que deux nouvelles productions.
Le 8 octobre 2012, la ministre de la Culture Aurélie Filippetti, qui avait précédemment annoncé ne pas vouloir prolonger le mandat de Nicolas Joel, nomme Stéphane Lissner directeur délégué de l'Opéra de Paris. Il est donc le successeur désigné de Nicolas Joel, chargé de la programmation à compter du début de la saison 2015/2016. Cette nomination fait suite à une intense campagne de Joel pour obtenir sa reconduction, précédée de son retrait in extremis sous prétexte de coupes budgétaires. Son retrait est cependant anticipé : la presse annonce le 10 septembre 2013 que la passation de pouvoir aura lieu à la fin de la saison 2013/2014, Stéphane Lissner pouvant à cette date quitter la direction de la Scala.
L'arrivée de Lissner coïncide ainsi avec celle du nouveau directeur de la danse, le chorégraphe Benjamin Millepied, qui succède à Brigitte Lefèvre. Tous deux devront cependant exécuter une première saison programmée par leurs prédécesseurs. Stéphane Lissner choisit en revanche de maintenir Philippe Jordan à son poste.

#### Stéphane Lissner (2014-2021)
Stéphane Lissner prend son poste au cours de l'été 2014, soit un an avant le terme du mandat de Nicolas Joël. La première saison qu'il assume a été préparée par son prédécesseur et ne comporte donc pas la trace de ses propres orientations artistiques, qui sont pourtant esquissées dans une interview donnée au Monde le 3 septembre : « il faut provoquer intellectuellement ». Seules quelques modifications sont apportées à la programmation (nouvelles productions de Tosca, au lieu de la reprise de la production de Werner Schroeter, et du Barbier de Séville, en provenance de Genève, annulation d'une reprise d'Andrea Chénier et d'une nouvelle production de La Wally).
La première saison programmée par Lissner s'ouvre par le difficile opéra de Schönberg Moïse et Aron, manière d'affirmer la rupture esthétique avec son prédécesseur. Cette première saison est notamment marquée par une crise violente au ballet de l'Opéra, qui voit la démission du directeur de la danse Benjamin Millepied le 4 février 2016. Il est aussitôt remplacé par la danseuse étoile Aurélie Dupont, qui avait pris sa retraite en tant qu'étoile quelques mois auparavant. Stéphane Lissner reprend aussi un concept qu'il avait créé à la Scala de Milan, les avant-premières sur certaines productions, destinées au moins de 28 ans, afin de redynamiser un public jugé vieillissant, initiative qui rencontre un grand succès.
En novembre 2015, dans un contexte de vifs conflits entre syndicats, la presse dévoile le versement de 40 000 euros euros par an au syndicat Synptac-CGT pour indemniser un syndicaliste inconnu de l'établissement public, la direction affirmant que cette « indemnisation ressort d'un cadre légal » et que la somme versée correspond au soutien au paritarisme prévu par les accords collectifs et mis en œuvre dans de très nombreuses entreprises françaises. Le Parisien révèle que le syndicaliste est régisseur d'un théâtre dans le centre-ouest de la France et secrétaire général du Synpta,. Peu de temps auparavant, un délégué de la FSU avait été mis en cause pour une facture de portable de 52 000 euros en juillet-août 2015, « négligence » condamnée par le syndicat,. L'Opéra a par la suite indiqué que la facture avait été remboursée par le délégué syndical.
Lundi 16 novembre à 19 h 30, l'Opéra national de Paris ouvre à nouveau ses portes, après deux jours de fermeture au public à la suite des attentats du 13 novembre 2015, pour la générale de La Bayadère. Stéphane Lissner, entouré, de la troupe et de toute l'équipe de l'opéra, prononce, sur la scène de l'opéra Bastille, un important discours en hommage aux victimes des attentats, rappelant qu'« Il n'y a pas de meilleure réponse que de jouer, jouer et jouer encore », avant d'inviter le public à respecter une minute de silence et à chanter ensemble la Marseillaise jouée par les musiciens de l'orchestre Colonne,.
À partir de 2021, Alexander Neef est désigné par Emmanuel Macron pour succéder à Stéphane Lissner à la tête de l’Opéra de Paris.

## Dénominations
La compagnie a eu différentes dénominations officielles :
| 28 juin 1669                           | Académie d'opéra                                        |
| 13 mars 1672                           | Académie royale de musique                              |
| 24 juin 1791                           | Opéra                                                   |
| 29 juin 1791                           | Académie de musique                                     |
| 17 septembre 1791                      | Académie royale de musique                              |
| 15 août 1792                           | Académie de musique                                     |
| 12 août 1793                           | Opéra                                                   |
| 27 vendémiaire an II - 18 octobre 1793 | Opéra national                                          |
| 20 thermidor an II - 7 août 1794       | Théâtre des Arts                                        |
| 14 pluviose an V - 2 février 1797      | Théâtre de la République et des Arts                    |
| 6 fructidor an X - 24 août 1802        | Théâtre de l'Opéra                                      |
| 29 juin 1804                           | Académie impériale de musique                           |
| 3 avril 1814                           | Académie de musique                                     |
| 5 avril 1814                           | Académie royale de musique                              |
| 21 mars 1815                           | Académie impériale de musique                           |
| 9 juillet 1815                         | Académie royale de musique                              |
| 4 août 1830                            | Théâtre de l'Opéra                                      |
| 10 août 1830                           | Académie royale de musique                              |
| 26 février 1848                        | Théâtre de la Nation                                    |
| 29 mars 1848                           | Opéra - Théâtre de la Nation                            |
| 2 septembre 1850                       | Académie nationale de musique                           |
| 2 décembre 1852                        | Académie impériale de musique                           |
| 1er juillet 1854                       | Théâtre impérial de l'Opéra (fermé le 2 septembre 1870) |
| 12 juillet 1871                        | Théâtre national de l'Opéra                             |
| 1978                                   | Théâtre national de l'Opéra de Paris                    |
| 1989                                   | Association des théâtres de l'Opéra de Paris            |
| 1990                                   | Opéra de Paris                                          |
| 1994                                   | Opéra national de Paris                                 |

## Résidences
La tradition retient quinze salles distinctes utilisées par l'Opéra de Paris pour ses spectacles. Cette liste ne comprend que les salles ordinaires du théâtre, abstraction faite de celles qui ont pu être utilisées pour des représentations à l'extérieur. L'Académie royale de musique changera treize fois de lieux de représentations au cours du XVIIIe siècle, jusqu'à sa transformation, à la Révolution, en « théâtre des Arts », avant de prendre le nom actuel d'Opéra national de Paris. En 1875, l'institution occupe le palais Garnier puis en 1990 l'opéra Bastille.
| Nom de l'institution | Nom de la salle                | Dates       | Emplacement                                                                | Notes |
| --- | ------------------------------ | ----------- | -------------------------------------------------------------------------- | --- |
| – | salle d'Issy                   | 1659        | Issy-les-Moulineaux                                                        | Démolie. |
| Académie d'opéra | salle de la Bouteille          | 1671-1672   | rue Mazarine                                                               | Démolie. |
| Académie royale de musique | salle du Bel-Air               | 1672-1673   | rue de Vaugirard                                                           | Démolie. |
| Académie royale de musique | première salle du Palais-Royal | 1673-1763   | Palais-Royal                                                               | Détruite par un incendie le 6 avril 1763 |
| Académie royale de musique | Salle des Machines             | 1764-1770   | palais des Tuileries                                                       | Construite en 1662 mais remaniée à plusieurs reprises. Démolie avec le palais en 1873. |
| Académie royale de musique | deuxième salle du Palais-Royal | 1770-1781   | Palais-Royal                                                               | Inaugurée le 26 janvier 1770. Détruite par un incendie le 8 juin 1781 |
| Académie royale de musique | salle des Menus-Plaisirs       | 1781        | rue Bergère                                                                | Démolie. |
| Académie royale de musique (1781) théâtre de l'Opéra (1791) théâtre des Arts (1793) | salle de la Porte-Saint-Martin | 1781-1794   | boulevard Saint-Martin                                                     | Construite en 75 jours en 1781. Ouverture le 27 octobre 1781. Détruite par un incendie en 1871 (Commune de Paris) et reconstruite sur place. |
| théâtre des Arts (1794) théâtre de la République et des Arts (1797) théâtre de l'Opéra (1802) Académie royale de musique (1814) Académie impériale de musique (1815) Académie royale de musique (1815)              | Théâtre-National               | 1794-1820   | rue de Richelieu (rue de la Loi jusqu'en 1815, aujourd'hui square Louvois) | Construite en 1793. Détruite sur ordre des autorités. |
| Académie royale de musique | Théâtre Louvois                | 1820        | rue de Louvois                                                             | Construite en 1791. Fermée en 1825, démolie en 1899. |
| Académie royale de musique | salle Favart                   | 1820-1821   | place Boieldieu                                                            | Construite en 1783. Détruite en 1839 par un incendie et reconstruite sur place. |
| Académie royale de musique (1821) Opéra-théâtre de la Nation (1848) Académie nationale de musique (1850) Académie impériale de musique (1851) Théâtre impérial de l'Opéra (1854) Théâtre national de l'Opéra (1871) | salle Le Peletier              | 1821-1873   | Rue Le Peletier (façade), rue Rossini et rue Drouot                        | Construite en 1820-1821 (1 800 places) Détruite par un incendie dans la nuit 28/29 octobre 1873. |
| Théâtre national de l'Opéra | Salle Ventadour                | 1874        | rue Méhul                                                                  | Construite de 1826 à 1829. Fermée en 1879 et transformée en banque. |
| Théâtre national de l'Opéra (1875) Théâtre national de l'Opéra de Paris (1978) | Opéra Garnier                  | depuis 1875 | place de l'Opéra                                                           | 29 septembre 1860 : déclaration d'utilité publique 29 décembre 1860 : ouverture du concours d'architecture 29 mai 1861 : Charles Garnier, vainqueur (1/171) 5 janvier 1875 : inauguration 8 janvier 1875 : première représentation ouverte au public, La Juive de Jacques Fromental Halévy. |
| Association des théâtres de l'Opéra de Paris (1989) Opéra de Paris (1990) Opéra national de Paris (1994) | Opéra Garnier                  | –           | place de l'Opéra                                                           | 1993-1996 : Fermeture pour travaux |
| Association des théâtres de l'Opéra de Paris (1989) Opéra de Paris (1990) Opéra national de Paris (1994) | Opéra Bastille                 | depuis 1990 | place de la Bastille                                                       | 1982 : décision du président François Mitterrand 1983 : lancement du concours 10 novembre 1984 : Carlos Ott vainqueur du concours ; début des travaux 13 juillet 1989 : inauguration 17 mars 1990 : première représentation publique, Les Troyens d'Hector Berlioz                          |

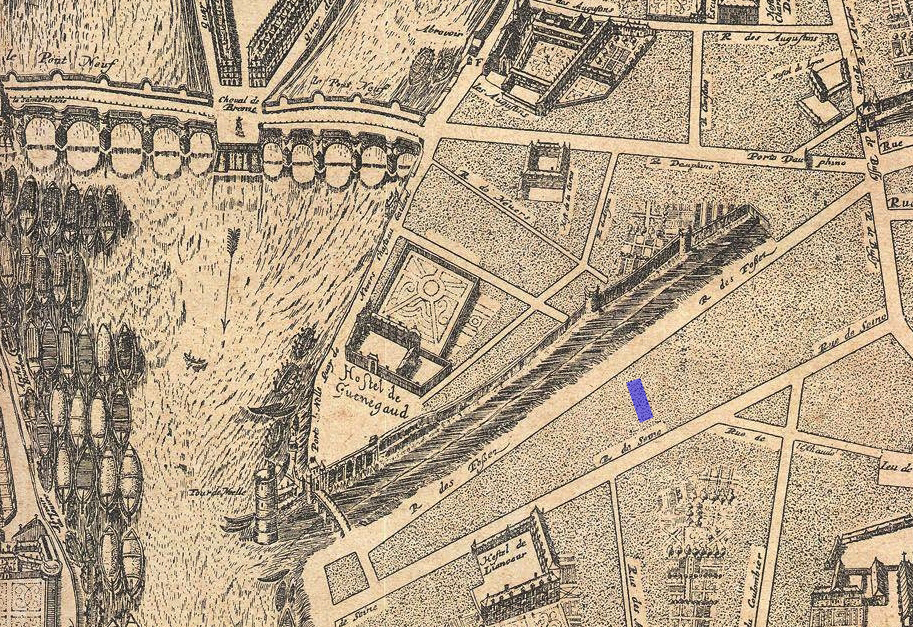
Emplacement de la salle du Jeu de paume de la Bouteille (1671-1672)
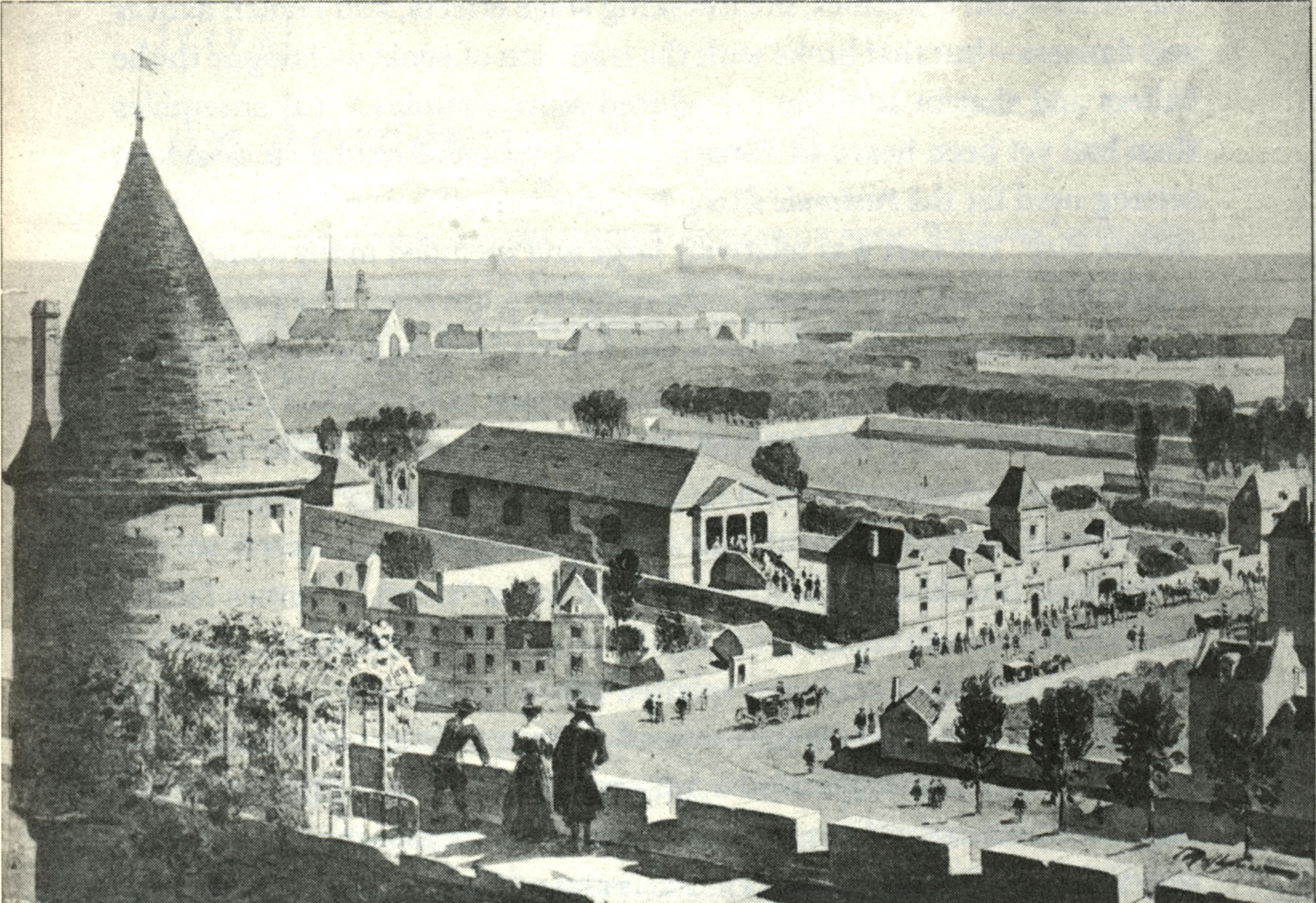
Le jeu de paume de Bel-Air (1672-1673)
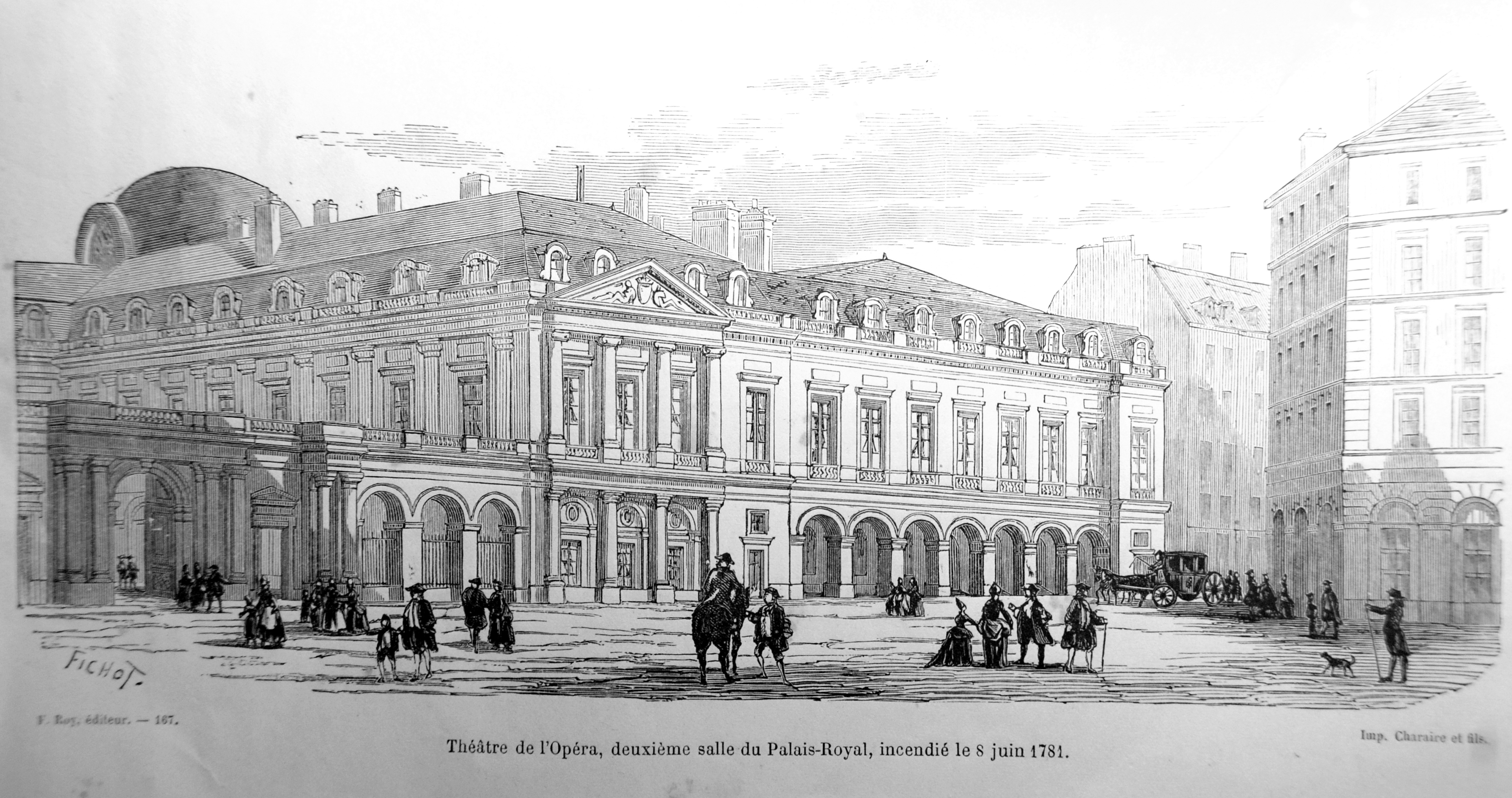
La deuxième salle du Palais-Royal (1770-1781)
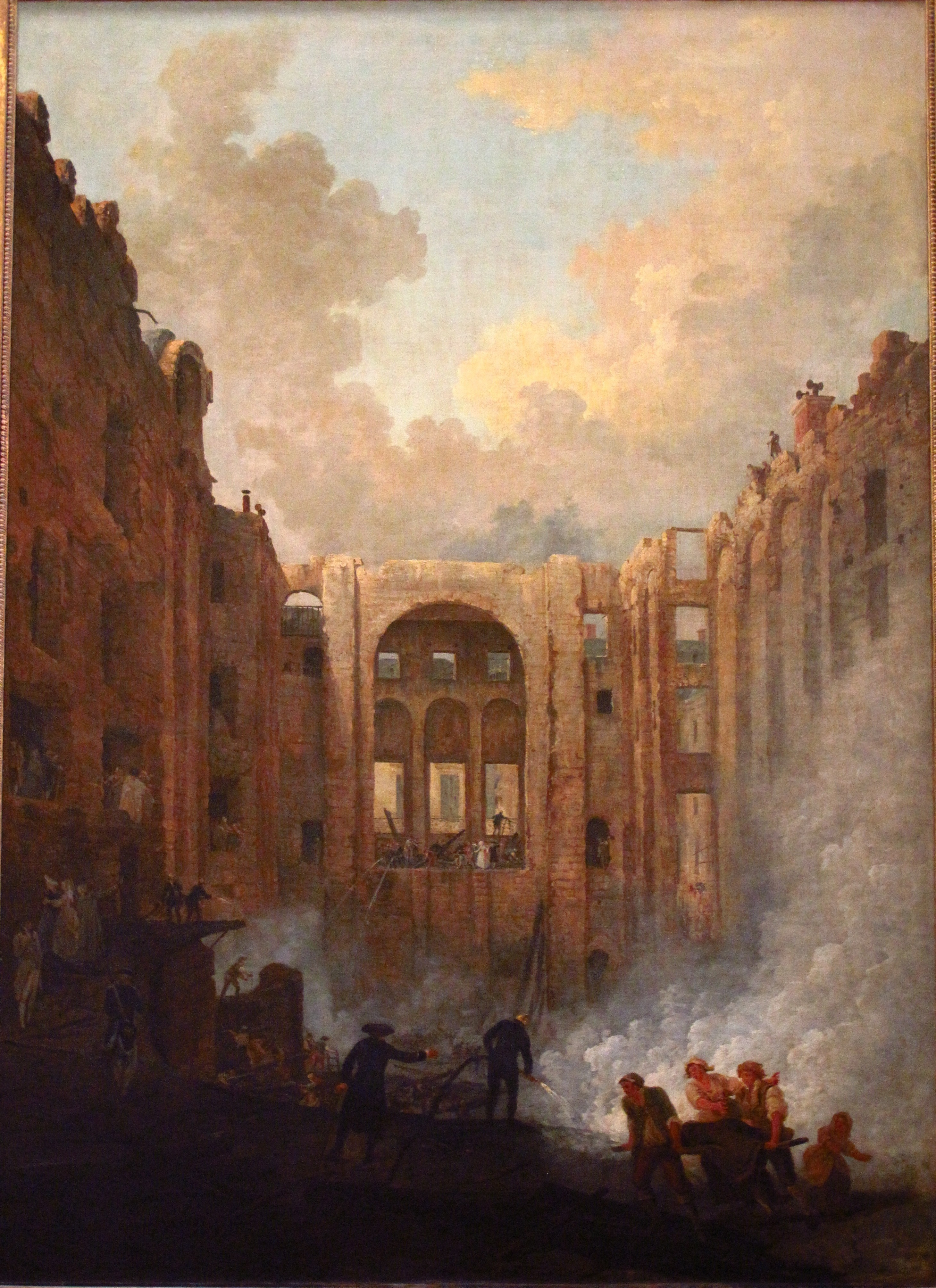
L'Incendie de la deuxième salle du Palais-Royal (1781)
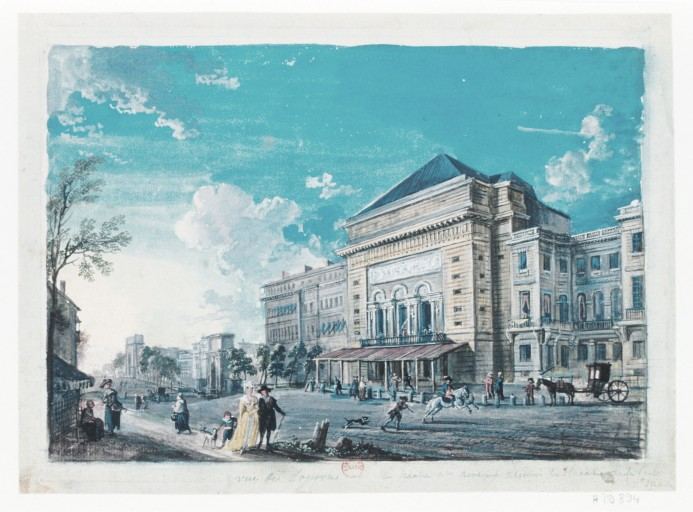
Le théâtre de la Porte-Saint-Martin (Académie royale de musique) vers 1790
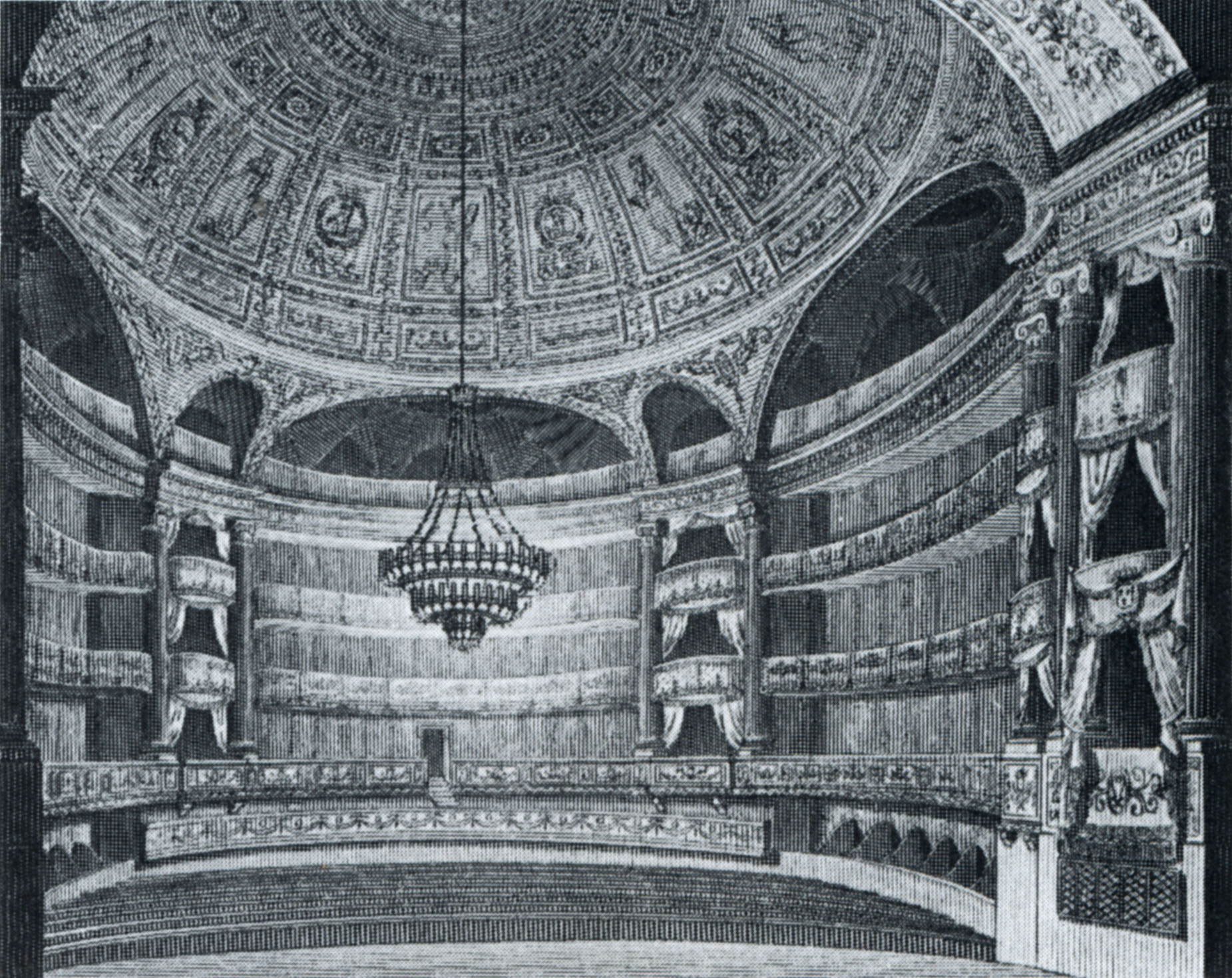
La grande salle du théâtre des Arts vers 1794
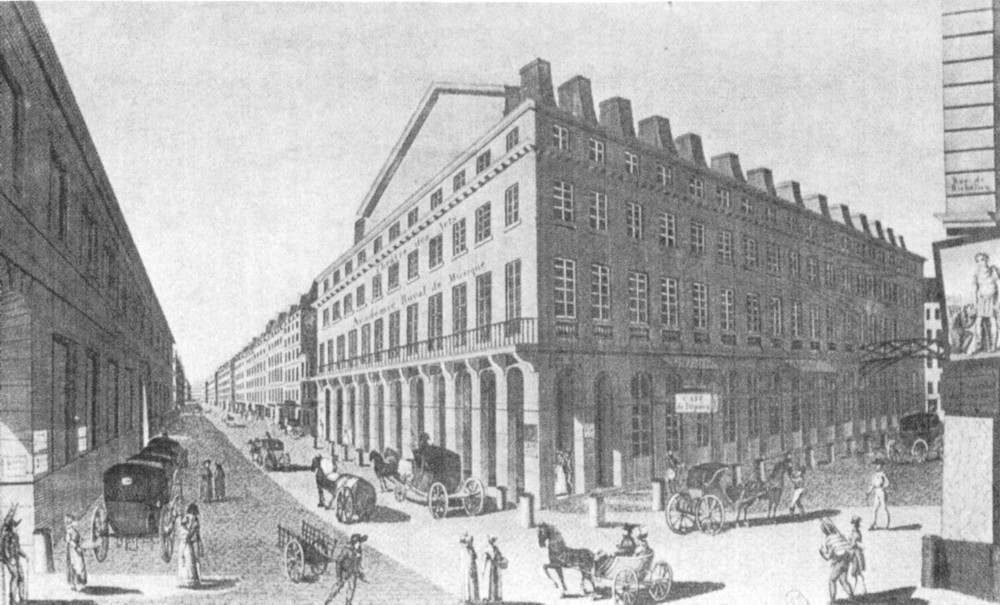
L'Opéra de la rue Richelieu (1794-1820)
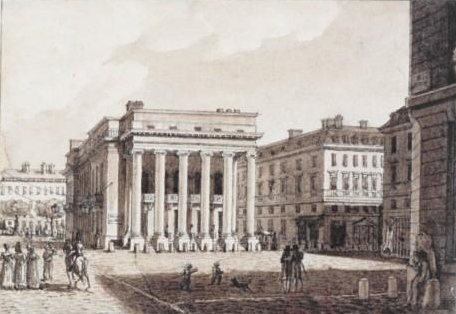
La salle Favart en 1820 par Christophe Civeton
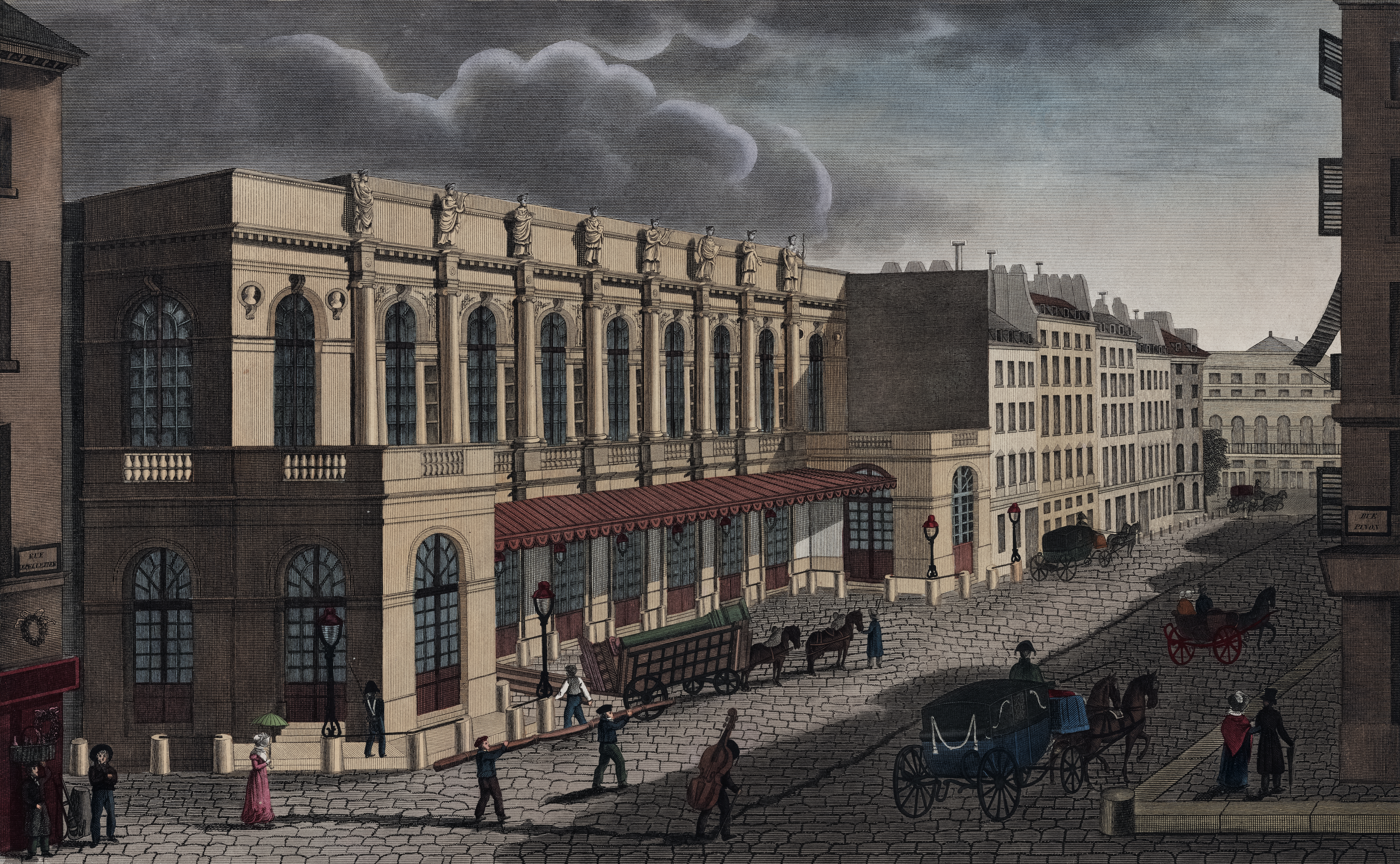
La salle Le Peletier (théâtre impérial de l'Opéra) vers 1821
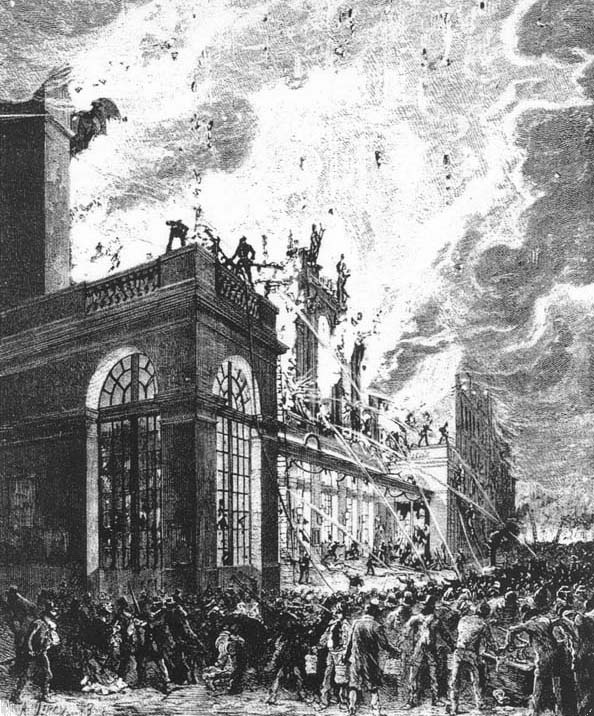
L'incendie de la salle Le Peletier en 1873
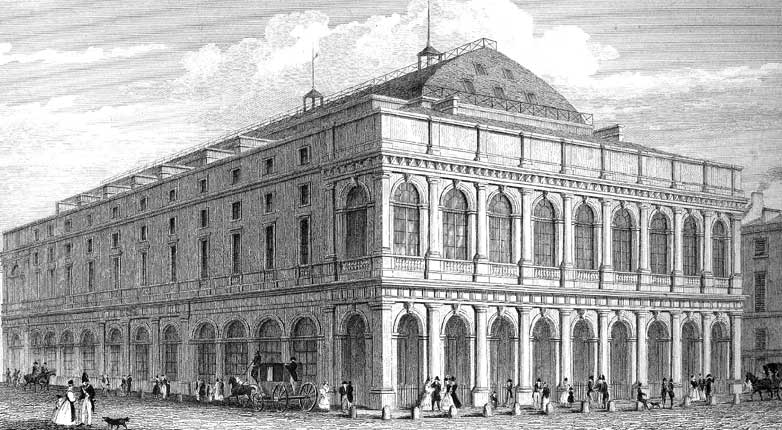
La salle Ventadour vers 1830
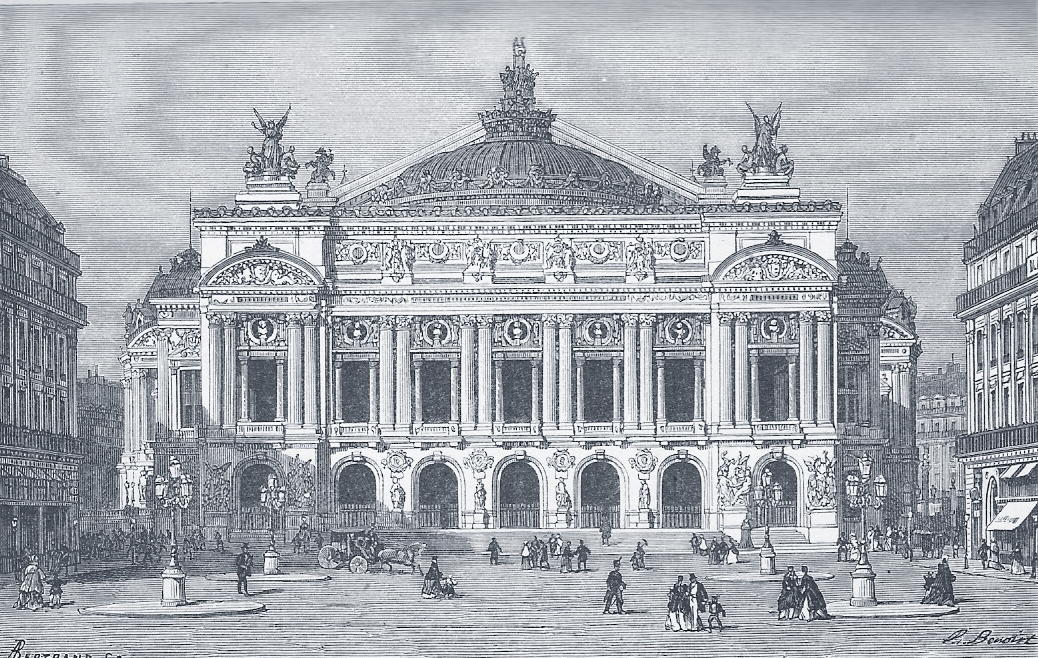
L'opéra Garnier en 1875
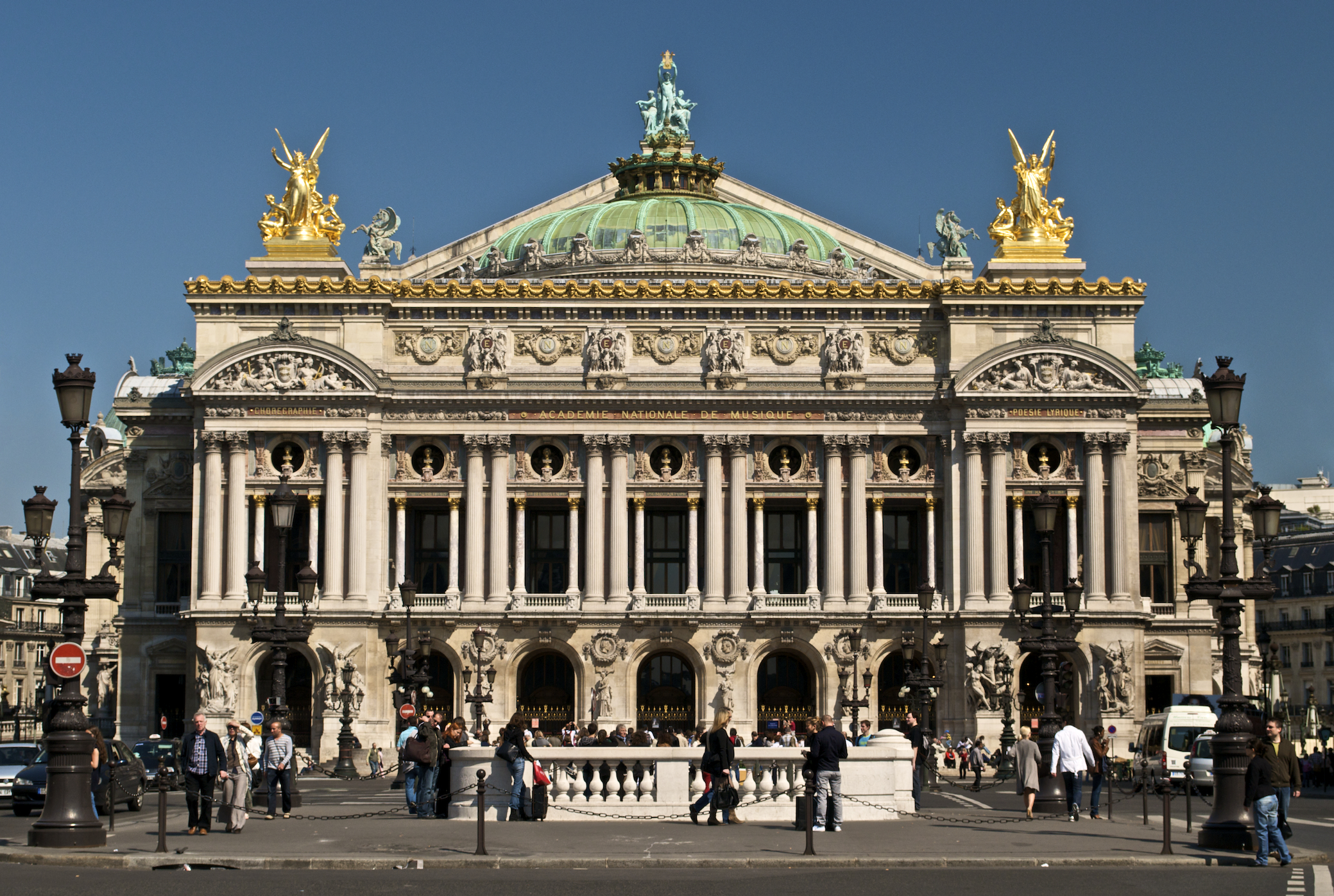
L'opéra Garnier en 2009

## Administrateurs, directeurs musicaux et directeurs de la danse
| Institution                                    | Administrateur | Directeur musical                                                                                                | Directeur de la danse |
| ---------------------------------------------- | --- | --- | --- |
| Académie d'opéra                               | 1669-1672 : Pierre Perrin | 1669-1672 : Robert Cambert                                                                                       | 1669-1672 : Pierre Beauchamp |
| Académie royale de musique                     | 1672-1687 : Jean-Baptiste Lully 1687 : Jean-Nicolas de Francine 1698 : Jean-Nicolas de Francine et Hyacinthe de Gauréault Dumont 1704 : Pierre Guyenet 1712 : Jean-Nicolas de Francine et Dumont 1712 : Mathurin Besnier, Pierre de Laval de Saint-Pont, Étienne Lambert Chomat et Antoine-François Duchesne 1728 : André Cardinal Destouches 1730 : Maximilien-Claude Gruer 1731 : Claude Lecomte 1733 : Eugène de Thuret 1744 : François Berger 1748 : Joseph Guénot de Tréfontaine 1749 : Ville de Paris 1753 : François Rebel et François Francœur 1754 : Joseph-Nicolas Royer 1755 : Louis-Dominique Bontemps et Levasseur 1757 : François Rebel et François Francœur 1767 : Pierre Montan Berton et Jean-Claude Trial 1769 : Antoine Dauvergne et Nicolas-René Joliveau 1773 : François Rebel 1775 : Pierre-Montan Berton 1777 : Anne-Pierre-Jacques Devismes 1780-1786 : Pierre-Montan Berton Antoine Dauvergne et François-Joseph Gossec 1787 : Comité gestionnaire 1790 : Commissaire de la Ville | 1672 : Jean-François de Lallouette et Pascal Collasse                                                            | 1687 : Louis Pécour 1729 : Michel Blondy 1739 : Antoine Bandieri de Laval 1748 : Jean-Barthélemy Lany 1770 : Gaëtan Vestris 1776-1781 : Jean-Georges Noverre 1781 : Maximilien Gardel et Jean Dauberval 1787 : Pierre Gardel |
| Théâtre de l'Opéra                             | 1792 : Louis-Joseph Francœur et Jacques Cellerier | | |
| Théâtre des Arts                               | 1796 : Évariste de Parny | | |
| Théâtre de la République et des Arts           | 1797 : Commissaire de la Ville 1799 : Anne-Pierre-Jacques Devismes et Joseph Bonet de Treyches 1800 : Anne-Pierre-Jacques Devismes 1801 : Jacques Cellerier | | |
| Théâtre de l'Opéra                             | 1802 : Étienne Morel de Chédeville | | |
| Académie impériale de musique                  | 1807 : Louis-Benoît Picard | | |
| Académie royale de musique                     | | | |
| Académie impériale de musique                  | | | |
| Académie royale de musique                     | 1816 : Alexandre-Étienne Choron 1817 : Louis-Luc Loiseau de Persuis 1819 : Giovanni Battista Viotti 1821-1823 : François-Antoine Habeneck 1824-1827 : Raphaël de Frédot Duplantys 1827-1831 : Émile-Timothée Lubbert 1831-1835 : Louis Véron 1835-1839 : Henri Duponchel 1839-1841 : Henri Duponchel et Édouard Monnais 1841-1847 : Léon Pillet 1847-1849 : Henri Duponchel et Nestor Roqueplan | 1824-1826 : Rodolphe Kreutzer, directeur                                                                         | 1820 : Jean-Pierre Aumer 1831 : Jean Coralli |
| Théâtre de la Nation                           | | | |
| Opéra-théâtre de la Nation                     | 1849 : Nestor Roqueplan | | |
| Académie nationale de musique                  | | | 1850-1851 : Arthur Saint-Léon |
| Académie impériale de musique                  | | | 1852 : Joseph Mazilier |
| Théâtre impérial de l'Opéra                    | 1854 : François-Louis Crosnier 1856 : Alphonse Royer 1862-1869 : Émile Perrin 1870 : Société des artistes | | 1860 : Lucien Petipa 1868 : Henri Justamant 1869 : Louis Mérante |
| Théâtre national de l'Opéra                    | 1870 : Olivier Halanzier 1879 : Auguste Vaucorbeil 1884 : Eugène Ritt 1892 : Eugène Bertrand 1893 : Eugène Bertrand et Pedro Gailhard 1908-1915 : André Messager et Leimistin Broussan 1915 : Jacques Rouché | | 1888 : Joseph Hansen 1908 : Léo Staats 1911 : Ivan Clustine 1919 : Léo Staats |
| Réunion des théâtres lyriques nationaux (RTLN) | 1945 : Maurice Lehmann, administrateur de la RTLN Reynaldo Hahn, directeur du Théâtre national de l'Opéra 1946 : Georges Hirsch 1951 : Maurice Lehmann 1955 : Jacques Ibert 1956 : Georges Hirsch 1959 : A.-M. Julien 1962-1967 : Georges Auric 1968 : André Chabaud 1969 : René Nicoly 1971 : Jean-Yves Daniel-Lesur et Bernard Lefort 1973 : Rolf Liebermann et Gérard Mulys 1977-1978 : Rolf Liebermann | | 1939-1957 : Serge Lifar 1958 : George Skibine 1959 : Gérard Mulys 1962 : Michel Descombey 1969 : John Taras 1970 : Claude Bessy 1971 : Raymond Franchetti 1977 : Violette Verdy                                              |
| Théâtre national de l'Opéra de Paris           | 1978-1980 : Rolf Liebermann 1980-1983 : Bernard Lefort 1983-1986 : Massimo Bogianckino 1986-1989 : Jean-Louis Martinoty | 1986-1989 : Lothar Zagrosek                                                                                      | 1980 : Rosella Hightower 1983-1989 : Rudolf Noureev |
| Association des théâtres de l'Opéra de Paris   | 1989-1990 : Georges-François Hirsch | 1989-1994 : Myung-whun Chung                                                                                     | 1989-1990 : Patrick Dupond |
| Opéra de Paris                                 | 1990-1991 : Jean-Albert Cartier 1991-1992 : Georges-François Hirsch 1992-1994 : Jean-Marie Blanchard et Brigitte Lefèvre | | 1990-1994 : Patrick Dupond |
| Opéra national de Paris                        | 1994-1995 : Jean-Paul Cluzel 1995-2004 : Hugues Gall 2004-2009 : Gerard Mortier 2009-2014 : Nicolas Joel 2014-2020 : Stéphane Lissner 2020 : Alexander Neff | 1995 : James Conlon 2004-2009 : pas de directeur musical 2009-2021 : Philippe Jordan 2022-2023 : Gustavo Dudamel | 1994-1995 : Patrick Dupond 1995-2014 : Brigitte Lefèvre 2014-2016 : Benjamin Millepied 2016-2022 : Aurélie Dupont 2022- : José Carlos Martínez                                                                               |

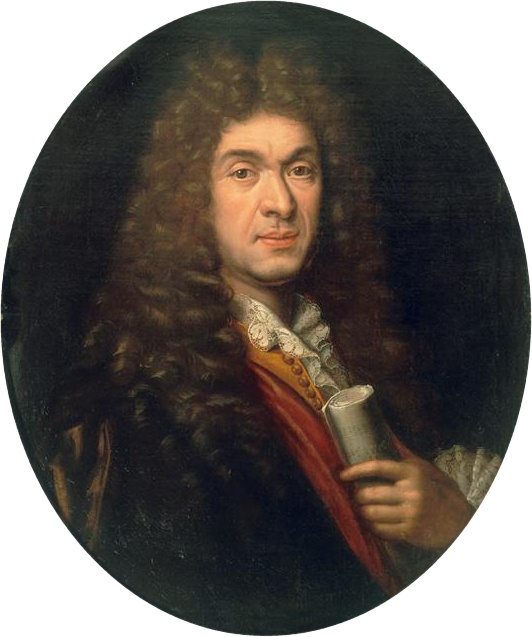
Jean-Baptiste Lully (de 1672 à 1686)
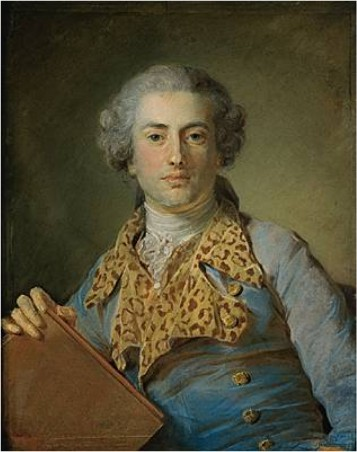
Jean-Georges Noverre (de 1776 à 1781)
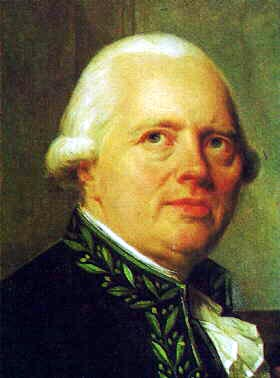
François-Joseph Gossec (de 1780 à 1786)
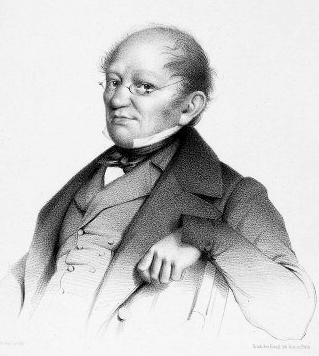
François-Antoine Habeneck (de 1821 à 1823)
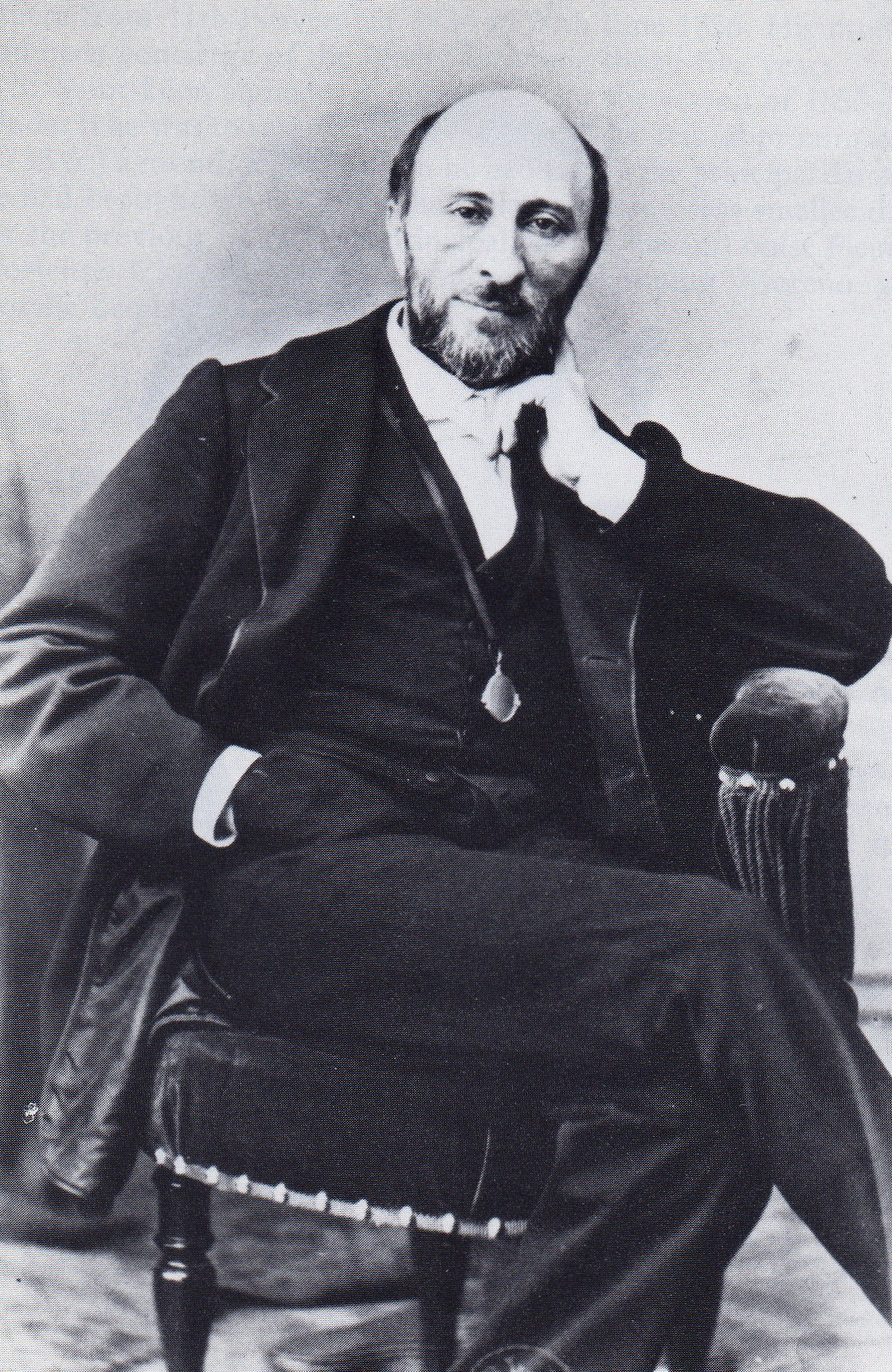
Arthur Saint-Léon (de 1850 à 1851)
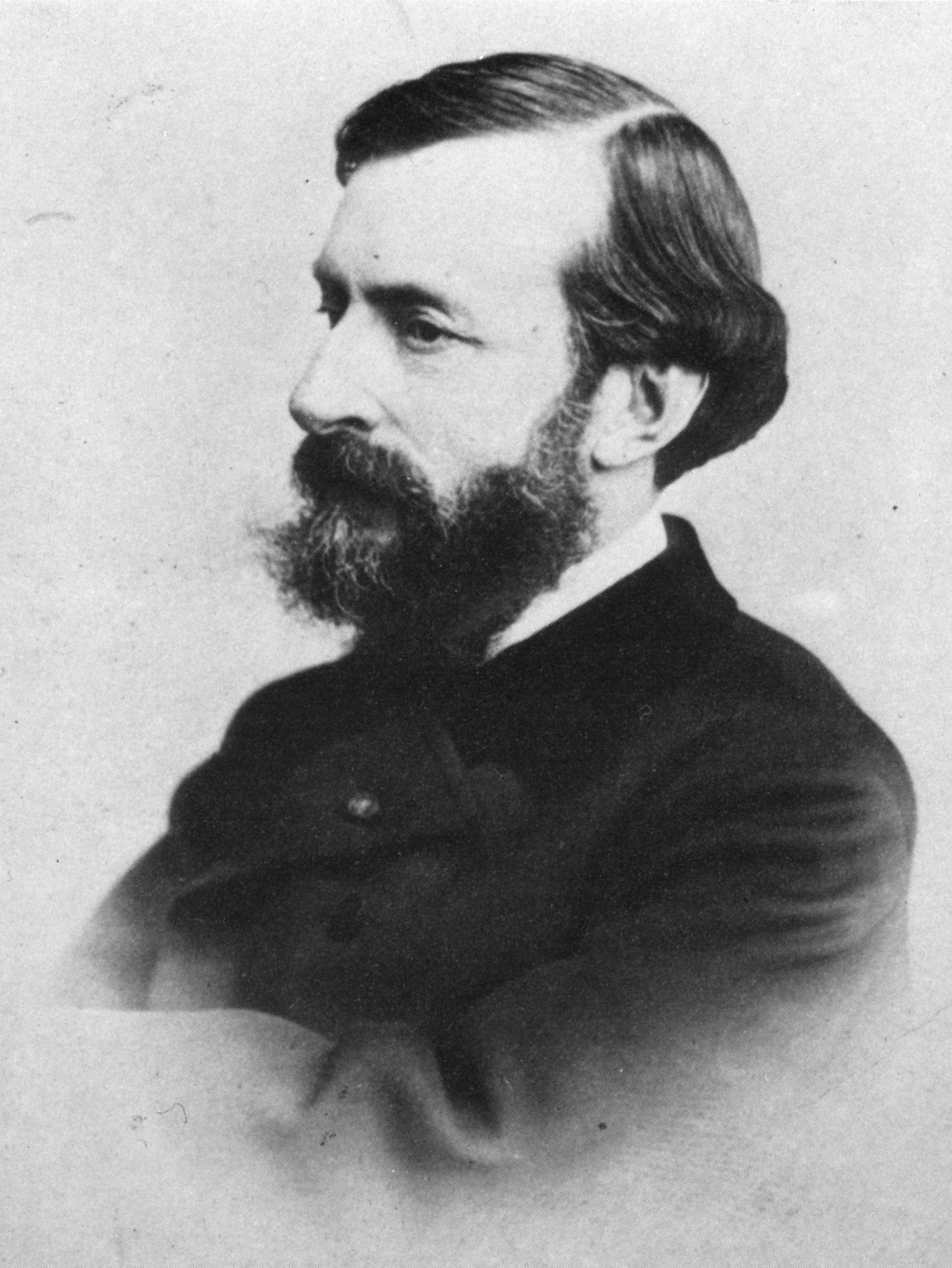
Émile Perrin (de 1862 à 1869)
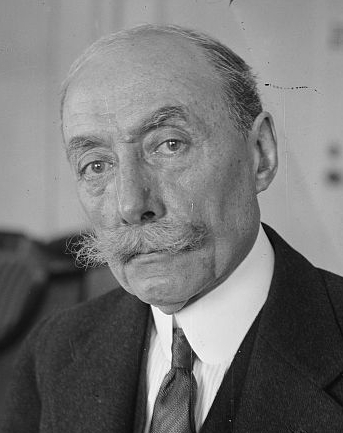
André Messager (de 1908 à 1915)
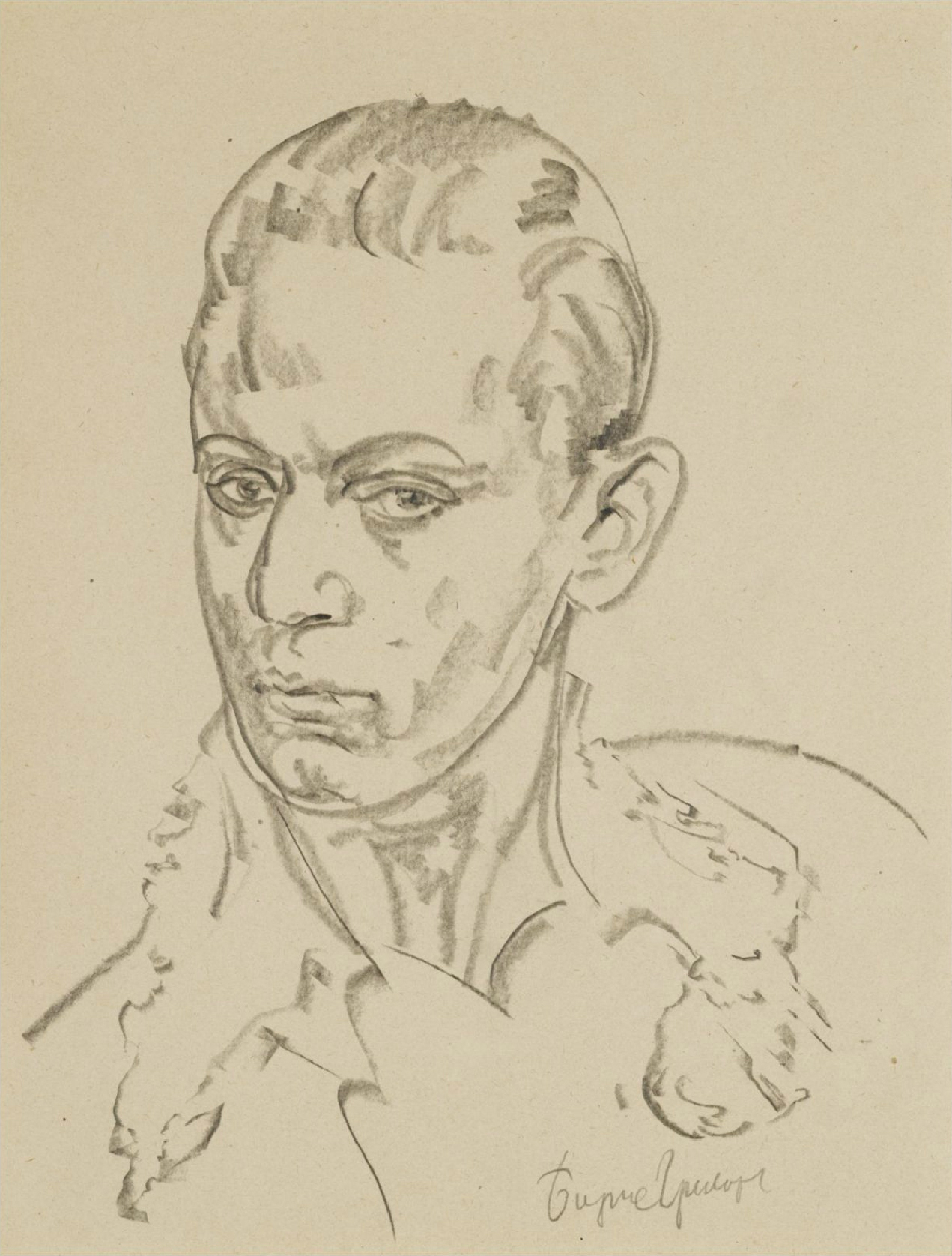
Serge Lifar (de 1939 à 1957)
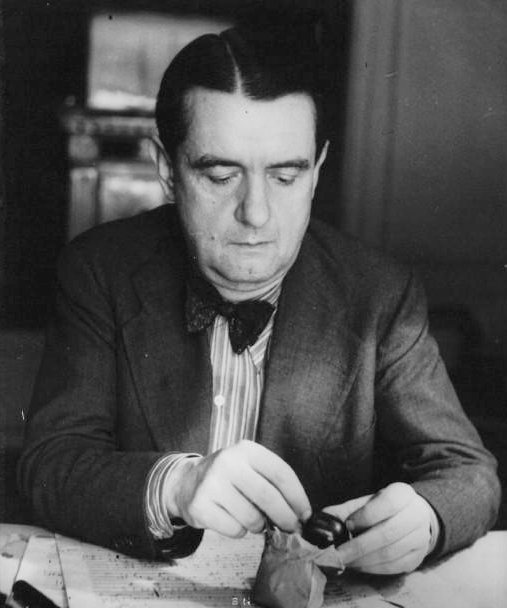
Georges Auric (de 1962 à 1967)
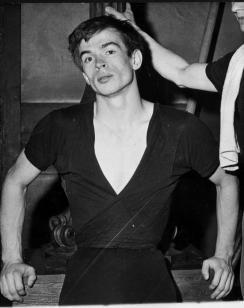
Rudolf Noureev (de 1983 à 1988)

## Missions
Les missions de service public confiées à l'établissement public sont définies par le décret no 94-111 du 5 février 1994. Ces missions sont les suivantes :
- rendre accessibles au plus grand nombre les œuvres du patrimoine lyrique et chorégraphique ;
- favoriser la création et la représentation d'œuvres contemporaines ; tant à Paris qu'en province ou à l'étranger ;
- contribuer à la formation et au perfectionnement des chanteurs et des danseurs et des chefs de chant ;
- participer au développement de l'art lyrique et chorégraphique en France.

Cette liste est complétée par un cahier des charges préparé par l'État et adopté par le conseil d'administration de l'Opéra national de Paris. Cependant le Rapport de réflexion et de propositions sur l'Opéra de Paris  de M. Hugues Gall, mis en application en 1995, a servi de support pour enrichir le cahier des charges initial. Les missions complémentaires sont :
- concevoir une programmation assurant un bon équilibre entre les œuvres inscrites à son répertoire et les créations ;
- concevoir une programmation assurant un bon équilibre entre les grands ouvrages reconnus des répertoires lyriques et chorégraphiques et les créations d'œuvres contemporaines ;
- étendre l'audience de l'Opéra auprès du public le plus large et le plus diversifié possible.
- rechercher le nombre de représentations le plus élevé, compatible avec les exigences de qualité artistique, les impératifs financiers, et les possibilités technologiques.
- déterminer une politique tarifaire tenant compte de l'existence de publics spécifiques, notamment les plus jeunes d'auditeurs.
- développer une politique d'information, d'animation et d'activité pédagogique vis-à-vis du public, et plus particulièrement du jeune public.
- assurer la formation et le perfectionnement de jeunes artistes chorégraphiques et lyriques.

Le cahier des charges donne également un nombre moyen de représentations par saison. Il est de 340 avec 20 productions pour le lyrique, dont six à huit nouvelles, auxquelles s'ajoutent les coproductions, et une dizaine de programmes chorégraphiques dont, en moyenne, trois nouvelles productions.

## Budget
Le budget initial de l'Opéra national de Paris était en 2020 de 230 M€ de budget initial 2020, dont 95,30 M€ de subvention et 18,60 M€ de mécénat.
La fondation pour le rayonnement de l'Opéra national de Paris fut créée sous l'égide de la Fondation de France afin de soutenir l'Opéra en contribuant à la restauration de son patrimoine, à la sauvegarde d'archives, ainsi qu'en finançant ses programmes pédagogiques.

## Personnel
L'effectif total est d'environ 1 895 personnes (effectif ETP mensuel moyen en 2019 dont 1 498 CDI et 397 CDD).
La masse salariale (hors cachets des artistes) représente 114,2 M€ en 2013 soit 56,3 % des dépenses. Le salaire mensuel du directeur de l'Opéra de Paris était 30 000 euros en 2004, auquel s'ajoute une indemnité défiscalisée de 280 000 euros.

## Documentaire
- 2023 : Les trésors de l'Opéra de Paris de Florence Troquereau[44].